# ランチア
ランチア（Lancia Automobiles S.p.A. ）は、イタリアのトリノを本拠地とする自動車メーカーである。1906年に設立され、1969年以降はフィアットグループの傘下、2021年よりステランティス N.V. 傘下にある。

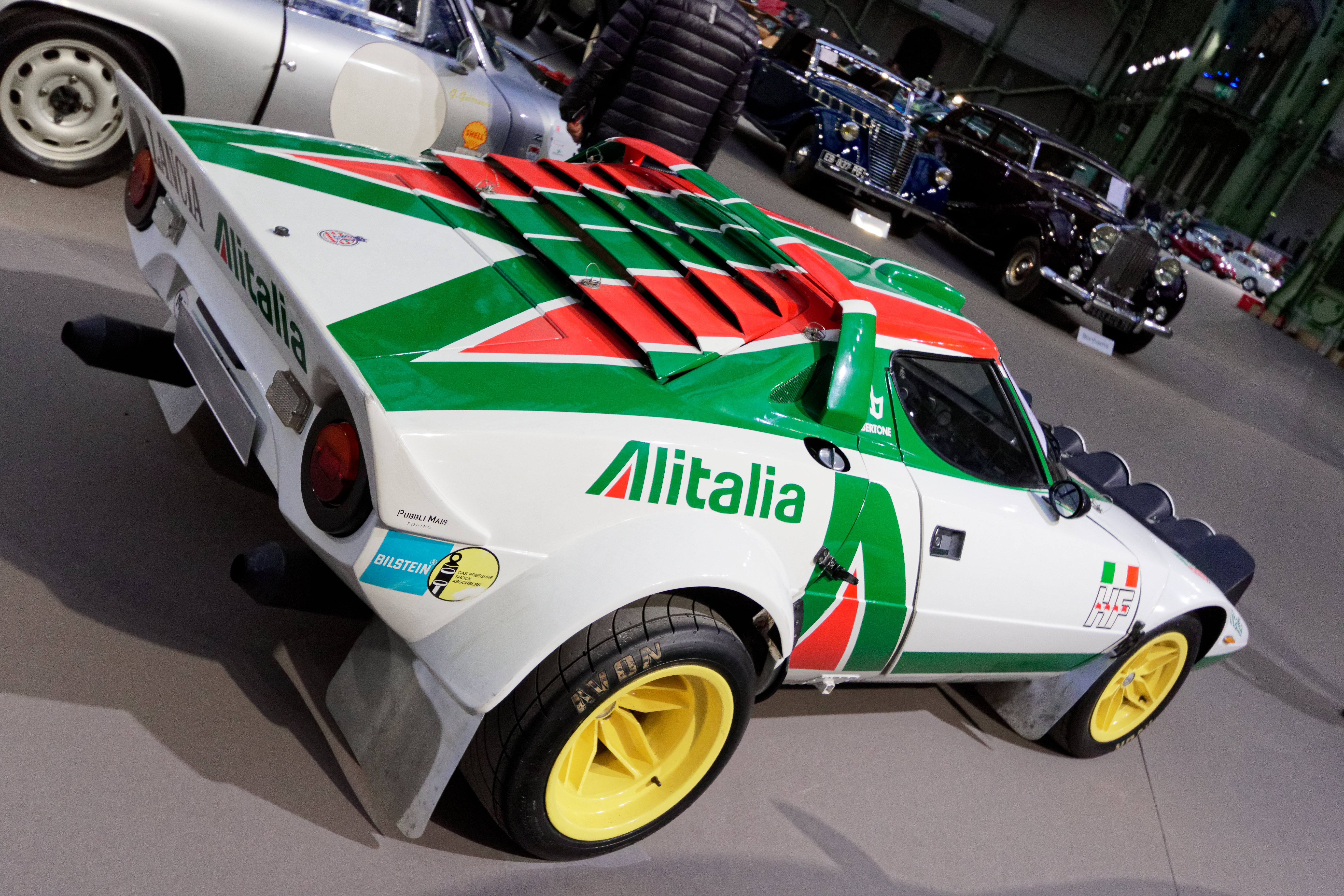
ランチアの最も有名な車 ストラトス(1976)

イタリアでは巨大コングロマリットであるフィアットが大衆車から大型車までを揃え、自動車市場を占有していた（現在では同国内の事実上全ての自動車メーカーを系列下に収めている）ため、他社はフィアット車と競合しないスポーツカーや高級車などのニッチ市場に活路を求めた。その中でも代表的な高性能車、高品質車メーカーとして知られているのがランチアであり、独立式サスペンション、5速トランスミッション、風洞実験に基づくボディーデザインなどを量産車において世界で最初に採用したメーカーである。
また、ランチアの最上級車はイタリアにおいて、ムッソリーニ体制の時代から現在まで元首の公用車として使われてきた歴史があり、伝統となっている。

## 歴史

### ヴィンチェンツォ・ランチア時代

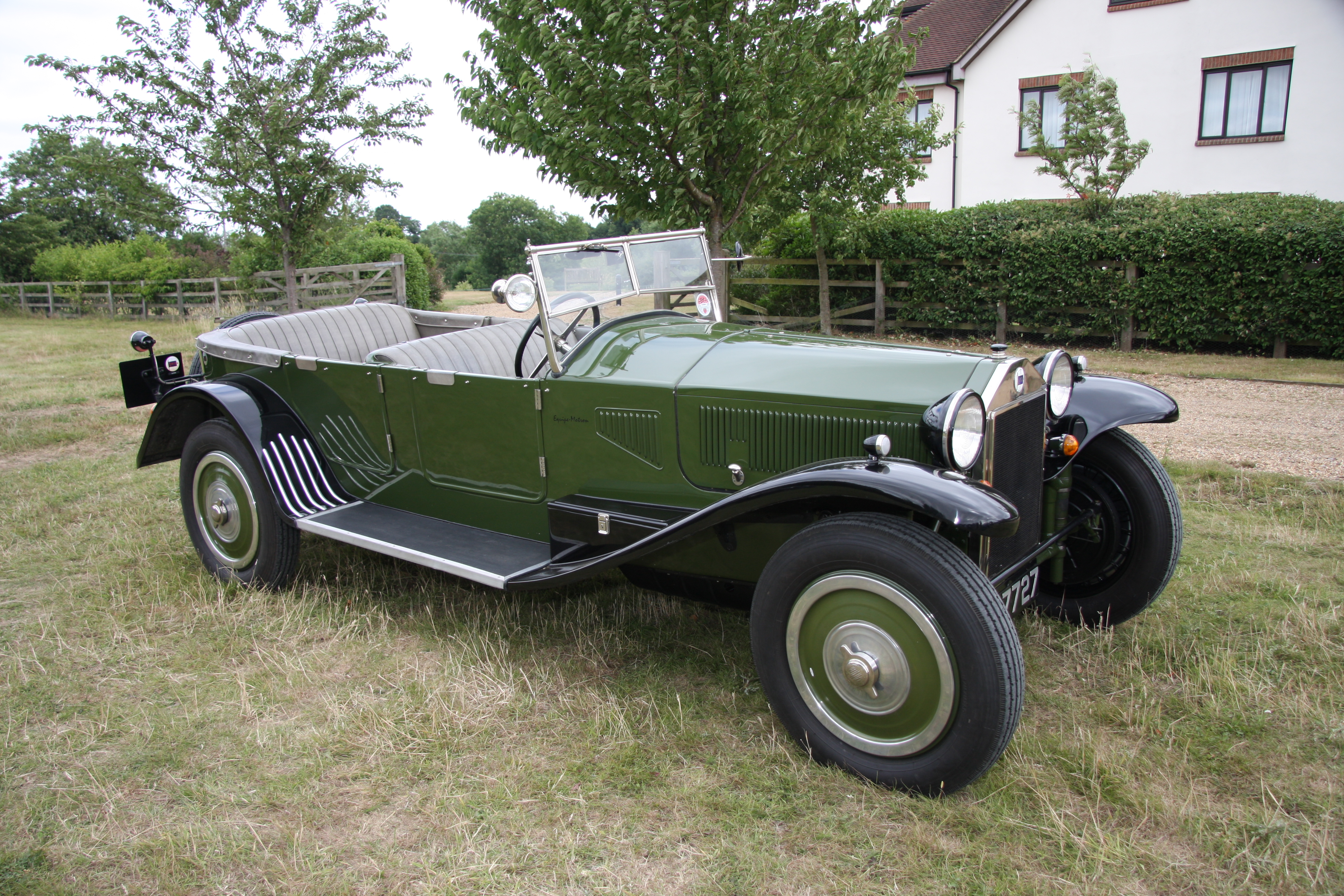
ラムダ（1922年）

設立者は、ヴィンチェンツォ・ランチア（Vincenzo Lancia 、1881年 - 1937年）である。
モータースポーツ好きのヴィンチェンツォは、裕福な缶詰スープ会社の家系に生まれたので、若い頃から車に接することができた。一時はフィアットの契約ドライバーとして活躍し、レーシングドライバーとしての才能を見せその後は研究開発部門の要職に就いたが、それに飽きたらず「自由に考え、自由に創るために」、1906年に自ら自動車メーカーを設立してオーナー兼技術統括責任者となり、ギリシア文字のアルファ、ベータ以下で始まる名称のモデルを生産した。
ランチアの名が世界各国で知られるようになったのは、1922年登場した、バチスタ・ジュゼッペ・ファルケットによる前輪独立懸架、プリミティーヴォ・ロッコとアウグスト・カンタリーニが設計した先進的な狭角Ｖ型オーバーヘッドカムシャフトのエンジンを搭載したラムダ（ギリシア文字のL）によってであった。その後は旧ローマ街道に因んで命名されたアストゥーラ、アルデナ以下各種のモデルを開発・生産し、上質なハイスピード・ツアラーのメーカーとなることを志向した。
ヴィンチェンツォの遺作となったのは、1937年にデビューし、世界で初めて風洞実験によってデザインされたと言われる流線型ボディ、SOHC狭角V4エンジン・四輪独立サスペンションを持つ、アプリリアであった。アプリリアは抜群のロードホールディングと優れた加速性で「ラムダ」以来の傑作車とされ、当時のアルペンラリーやモンテカルロ・ラリーで活躍、第二次世界大戦後の1948年まで生産された。

### ジャンニ・ランチア時代

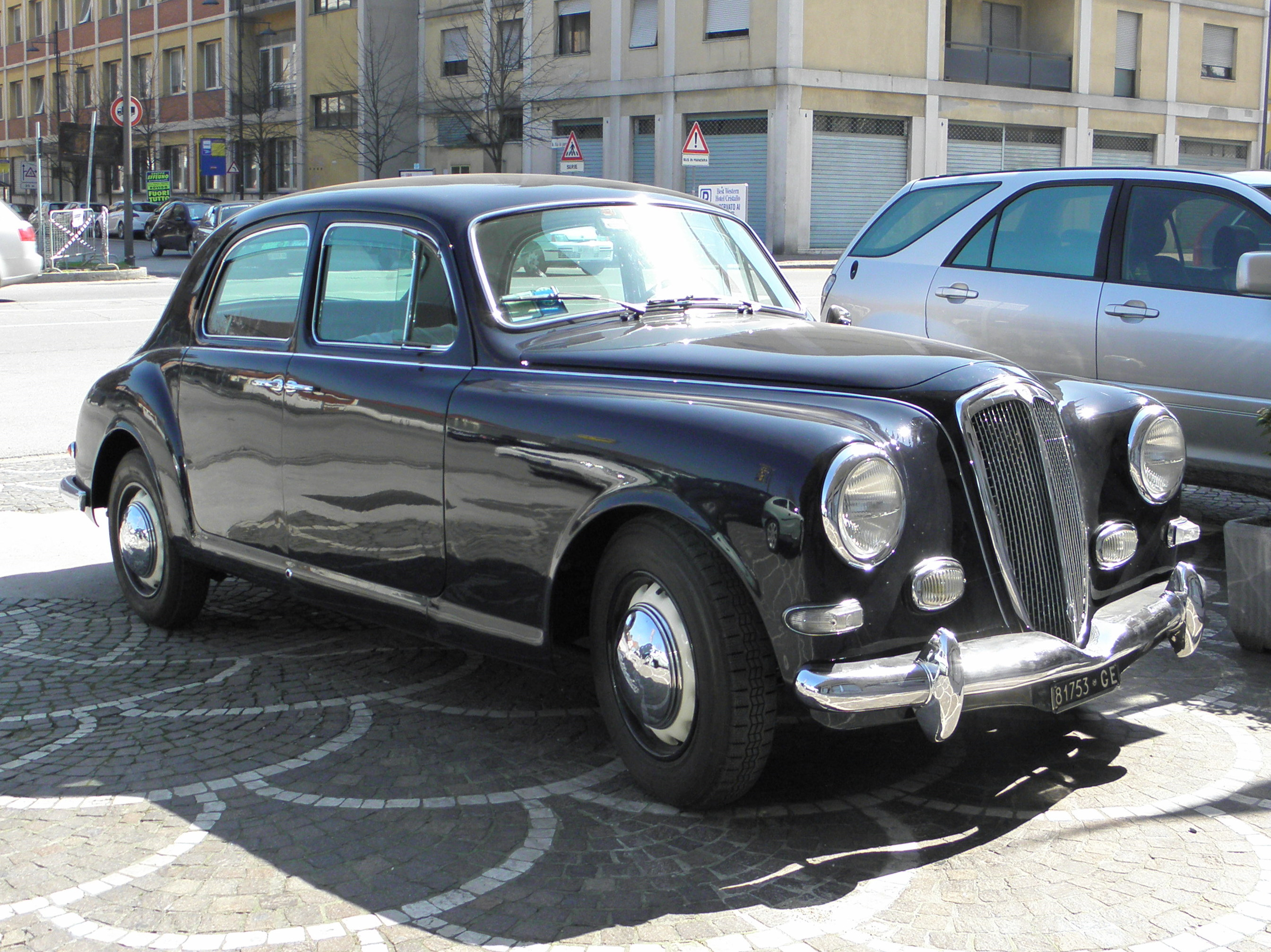
アウレリア・ベルリーナ（1950年）

ヴィンチェンツォ死後は子息のジャンニ・ランチアが会社を継承。ジャンニは戦後、アプリリアの後継車開発のため第二次世界大戦前にはアルファロメオの各GPマシーンを設計したヴィットリオ・ヤーノを招聘、世界初のV型6気筒エンジン、デフとギアボックスが一体化したトランスアクスルを持つ「アウレリア」が1951年に誕生した。「アウレリア」のクーペはGTと命名され、グラントゥーリズモのパイオニアとなった。
また、元々レーシングドライバーであったにも拘らずモータースポーツに進出しなかったヴィンチェンツォ時代とは対照的に、ジャンニ時代のランチアは、「アウレリアGT」やそれをベースとした「D20スポーツカー」をミッレミリア、タルガ・フローリオ、ル・マン24時間などに出場させた。さらに1954年には別項にある通りF1にも進出した。
ヴィンチェンツォ・ジャンニ親子が経営していた1950年代までのランチアは、採算を度外視した技術偏重型の経営であったとされる。しかし、やがてそれは経営悪化を招くことになり、1955年にランチアは倒産、創業者一族は経営から手を引き、ヤーノも退社した。

### カルロ・ペゼンティの時代

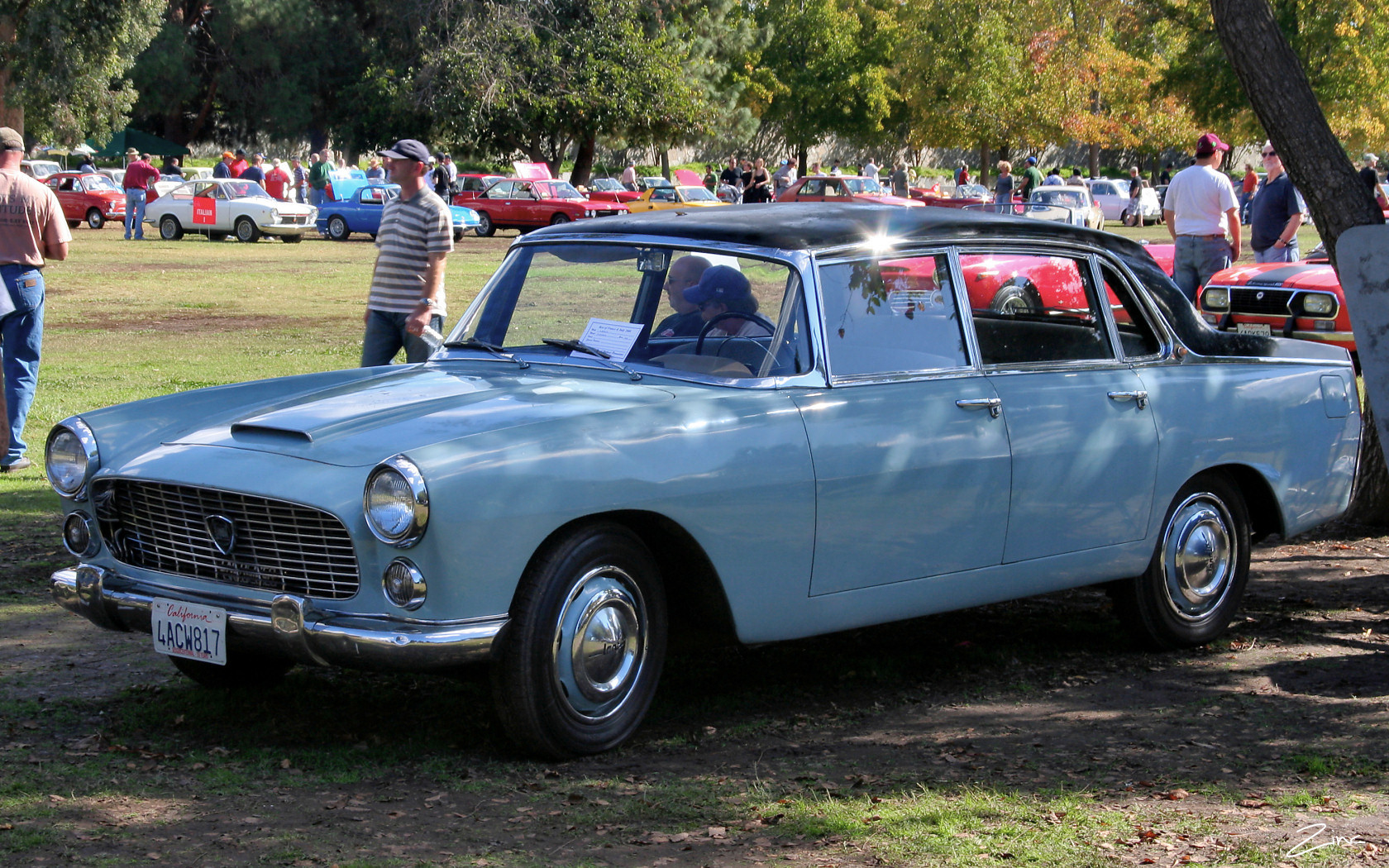
フラミニア・ベルリーナ（1957年）

新たにランチアの経営権を取得したのは、建設やセメント業で成功していたカルロ・ペゼンティであった。ペゼンティはランチアの伝統を良く継承し、ヤーノに代わり主任設計者としてアントニオ・フェッシアを招聘、1960年代にかけての「フラミニア」、「フラヴィア」、「フルヴィア」の設計を委ねた。
フラヴィア、フルヴィアは前輪駆動を採用するなど各車とも先進的な技術と高い工作水準、そして特にスポーツモデルの美しいデザインが評判を得た。しかしこれらの車種も採算性が低く収益が改善しないことを受け経営は再び悪化、1969年にはフィアットに売却されることとなった。

### フィアット・グループ傘下

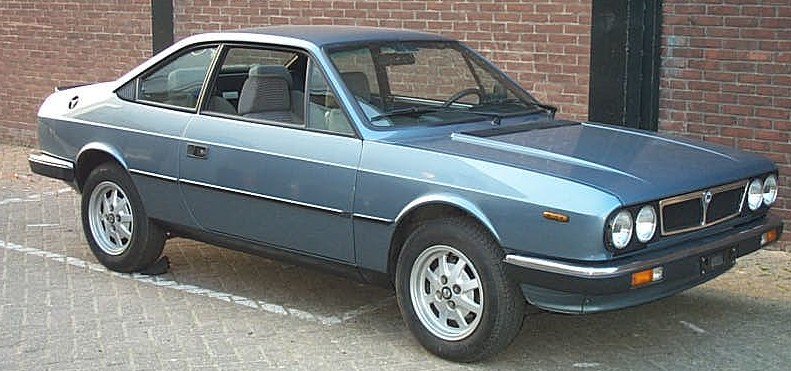
ベータ・クーペ

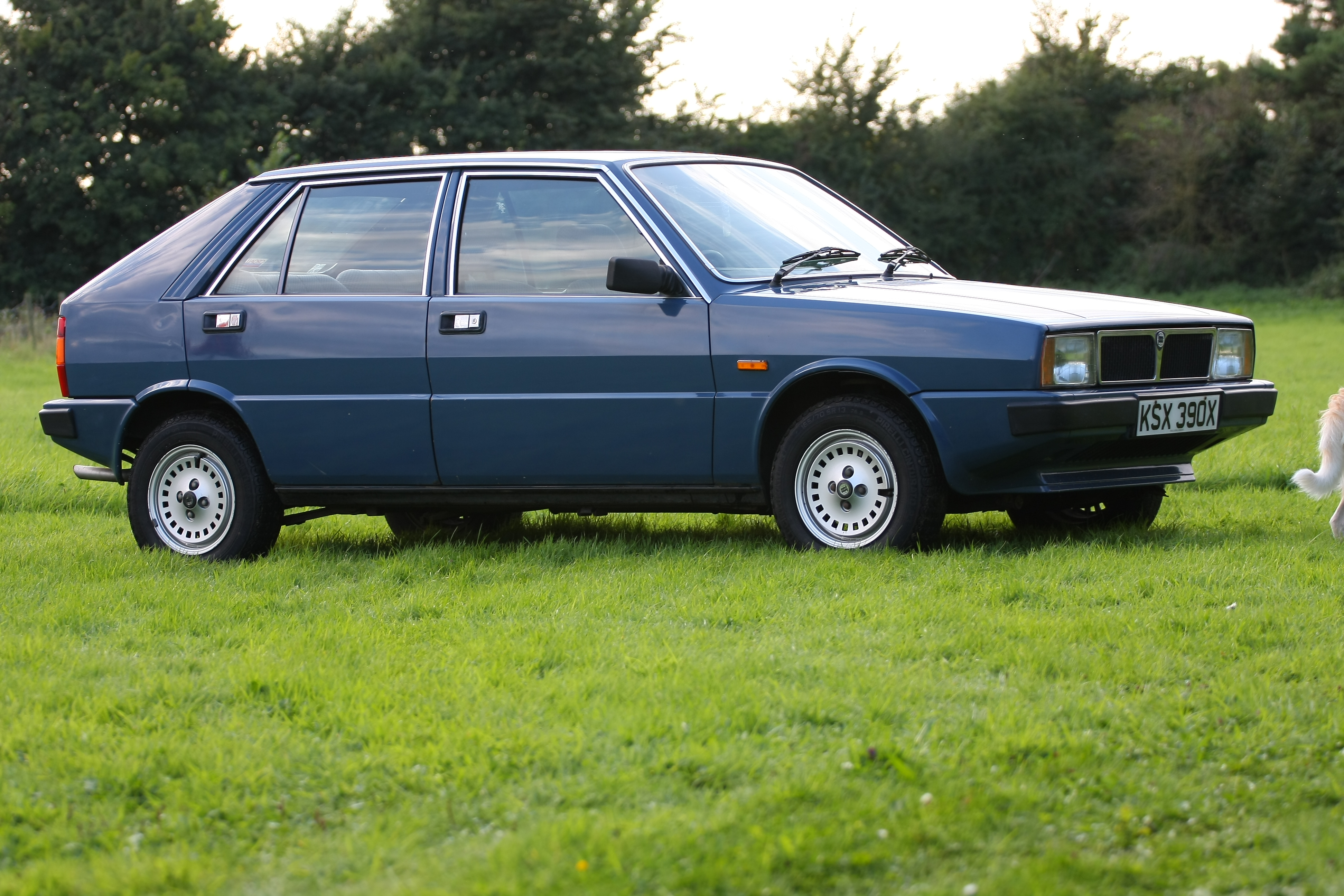
デルタ

1969年にフィアット傘下に収まった後、1972年にはフィアット製エンジンを持つ「ベータ」が登場、1977年に「フルヴィア」が生産中止されて以後はそれまで培ってきたブランドイメージを生かし、フィアットにおける高級車部門という位置づけでのモデルを生産していた。
1979年に発表された「デルタ」は、1980年に「ヨーロッパ・カー・オブ・ザ・イヤー」を獲得、安定した販売台数を維持し、1990年代まで長寿を誇った。
1984年にデビューした「テーマ」にフェラーリのエンジンを搭載した「8.32」が発売された。
フィアット傘下にあったアウトビアンキ・A112の後継モデルとして、1985年から「ランチア」ブランドで「イプシロン」を販売した。1980年代から1990年代にかけて好調な販売台数を維持した。
「ストラトス」、「ラリー037」、「デルタ・インテグラーレ」など、WRCで勝つためにホモロゲーションモデルを生産した。
フルビアなどで得た、ランチアのモータースポーツと直接結びついたブランドイメージを、フィアット傘下でも受け継いだ。そのイメージはアルファロメオのフィアットグループ入りした今もなお健在である。

### クライスラーとの統合

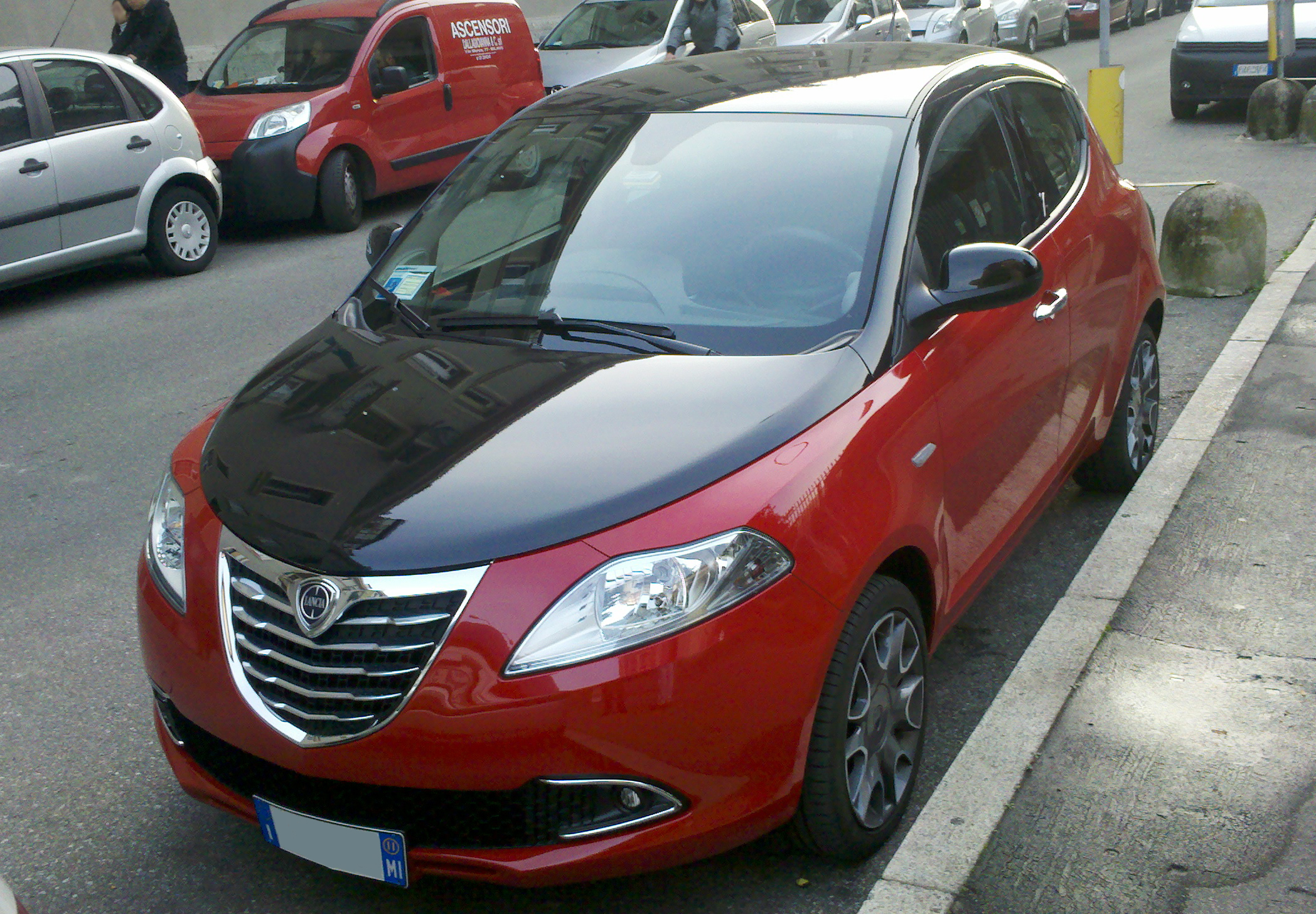
イプシロン

2009年にクライスラーグループを傘下に収めたフィアットは、2010年に価格帯が重複する2つのブランド（クライスラーとランチア）のヨーロッパにおけるディーラー網を統合した。
これによってヨーロッパの多くの国ではクライスラーが消滅してランチアに一本化され、以後クライスラーの車種はランチアにリバッジされて投入されることとなった。
これを受けて「テーマ」や「フラヴィア」など複数の車種が復活したが、「デルタ」や「ムーサ」が消滅した。なお消滅した車種の多くがランチア独自のモデルであった。
一方、ランチアが撤退していた日本やイギリス、アイルランドではイプシロンやテーマがクライスラーブランドで販売が行われることとなった。

### ブランド縮小および現状
2013年1月の時点では、ランチアのブランドはイタリア国内では存続するものの、それ以外の地域で継続販売されるかどうかは未定とされていた。
2014年、クライスラーグループとフィアットが経営統合して新会社「FCA（フィアット・クライスラー・オートモービルズ）」が誕生し、同年5月に中期経営計画「2014‐2018ビジネスプラン」にて「ランチアブランドは今後イタリア国内の専売とする」ことが発表された。
これにより、イタリア以外でのランチア車販売は終了し、イタリアでも車種削減が行われ、販売車種はイプシロンのみとなったが、レンタカー需要等で好調なセールスが続いていた。
その後2019年10月、FCAがフランスのグループPSAと経営統合した際、PSAのカルロス・タバレスCEOが「PSAのプジョー、シトロエン、DS、オペル、ボグゾールの5ブランドと、FCAのフィアット、アルファロメオ、マセラティ、ランチア、アバルト、クライスラー、ダッジ、ジープ、ラムの9ブランドをすべて存続させる」と発言した。これに伴い、2015年のフェイスリフト以来低金利セールや特別仕様モデルで存続していたイプシロンにおいて、2020年に久々のマイナーチェンジが行われた。

### 再出発
2022年3月、ステランティスはグループ長期戦略「Dare Forward 2030」を発表した。この発表において、グループ内でのランチアの立ち位置はDSオートモビルズ・アルファロメオを含めたプレミアムグループに定義された。電動化戦略については、2030年までにランチア・DS・アルファロメオ・マセラティの全モデルをBEV化する目標が設定された。
同年11月28日、トリノにて「ランチア・デザイン・デイ」を開催。新ブランドロゴと共に、次世代のデザイン言語を体現する立体オブジェクト「Pu+Ra ZERO」を発表した。また今後の事業計画も発表され、2024年度にイプシロン、2026年度にフラッグシップモデル、2028年度にデルタを発表し、全モデルをBEV化するとしている。
2024年2月14日、ブランド初のBEVである新型イプシロンが発表された。このイプシロンをブランド復活の狼煙として、再度ヨーロッパ全域での販売を開始する。

## モータースポーツ部門
1950年代の一時期にはF1に参戦した他、スポーツカーレースでも活躍したが、特に国際ラリーの活躍が著名。2021年現在までで、史上最多の世界ラリー選手権（WRC）王座を獲得したブランドである。
1952年にスクーデリア・ランチアが発足。1954年ラリー・モンテカルロでは、当時ブガッティのワークスドライバーとして知られていたルイ・シロンがアウレリアGTをドライブし、ランチア車としては初の総合優勝を果たした。
F1にはヴィットリオ・ヤーノ設計のマシンD50で1954年から参戦したが振るわず、名ドライバーアルベルト・アスカリの事故死やランチア自身の経営危機から翌1955年に活動を休止。全てのスタッフ及び設備をフェラーリが引き継ぎ、「ランチア-フェラーリ D50」として5勝を挙げている。
F1からは撤退したが、その後はラリーやル・マン24時間レースなどのスポーツカー世界選手権に活躍の場を移した。
ランチア地元ディーラーチームを母体としていたチェーザレ・フィオリオ率いる「HFスクアドラコルセ」（HF=High Fidelity:「アッカ・エッフェ」と発音する）の手により、WRCでは1970年代から1990年代にかけて、「フルヴィア 1.6HF」、「ストラトス」、「ベータ・クーペ」、「ラリー037」、「デルタS4」、「デルタHF」など多数の名車が生まれ、活躍をみせた。特にグループA時代のデルタHFによるマニュファクチャラーズ選手権6連覇は、00年代に常勝を誇ったシトロエンでも破ることのできなかった金字塔である。なお1978年にランチアのモータースポーツ部門は、フィアットのモータースポーツ部門であるアバルトに吸収される形で消滅しているため、それ以降はアバルトが実働隊となって活動していた。
また、ストラトス～ベータ・モンテカルロでのグループ5仕様におけるタルガ・フローリオ、ジーロ・デ・イタリア、モンツァ、ルマンでのオンロードカテゴリでのチーム転向、参戦により、プロトタイプカーである「LC1」、「LC2」等のマシンもアバルトやダラーラと共に生みだした。これらはワークス活動を休止させてもなお、有力プライベーターへのチューン等のバックアップも続けられていた。
2024年7月、4代目イプシロンの追加モデルとして、1.2L直列3気筒ターボを積んだ、ラリー4カテゴリー競技用のモデル「イプシロン・ラリー4 HF」を発表。同時に、ラリー界への正式復帰を宣言する。 ただしイタリア国内および欧州エリア内での活動を優先する。
2025年1月、ラリー4 HFを使って若手ドライバーの育成を目的とするワンメイクシリーズ「トロフェオ・ランチア・カップ」を開始。

### F1における全成績
(key) (太字はポールポジション、斜体はファステストラップ)
| 年     | シャシー | エンジン              | タイヤ | ドライバー                   | 1    | 2   | 3   | 4   | 5   | 6   | 7   | 8   | 9   | ポイント | ランキング |
| ------ | -------- | --------------------- | ------ | ---------------------------- | ---- | --- | --- | --- | --- | --- | --- | --- | --- | -------- | ---------- |
| 1954年 | D50      | ランチア DS50 2.5L V8 | P      |                              | ARG  | 500 | BEL | FRA | GBR | GER | SUI | ITA | ESP | -*       | -*         |
| 1954年 | D50      | ランチア DS50 2.5L V8 | P      | アルベルト・アスカリ         |      |     |     |     |     |     |     |     | Ret | -*       | -*         |
| 1954年 | D50      | ランチア DS50 2.5L V8 | P      | ルイジ・ヴィッロレージ       |      |     |     |     |     |     |     |     | Ret | -*       | -*         |
| 1955年 | D50      | ランチア DS50 2.5L V8 | P      |                              | ARG  | MON | 500 | BEL | NED | GBR | ITA |     |     | -*       | -*         |
| 1955年 | D50      | ランチア DS50 2.5L V8 | P      | アルベルト・アスカリ         | Ret  | Ret |     |     |     |     |     |     |     | -*       | -*         |
| 1955年 | D50      | ランチア DS50 2.5L V8 | P      | ルイジ・ヴィッロレージ       | Ret† | 5   |     |     |     |     |     |     |     | -*       | -*         |
| 1955年 | D50      | ランチア DS50 2.5L V8 | P      | エウジェニオ・カステロッティ | Ret† | 2   |     | Ret |     |     |     |     |     | -*       | -*         |
| 1955年 | D50      | ランチア DS50 2.5L V8 | P      | ルイ・シロン                 |      | 6   |     |     |     |     |     |     |     | -*       | -*         |

- * コンストラクタータイトルは1958年から設定された。このためコンストラクターとしてのポイントやランキングは存在しない。
- †印は同じ車両を使用したドライバーに順位とポイントが配分された。

## 日本での販売
第二次世界大戦前も「ラムダ」や「アプリリア」などが輸入されていたが、同大戦後は1950-1960年代に国際自動車商事が輸入代理店となって「アッピア」、「フラミニア」、「フラヴィア」、「フルヴィア」を販売したが、輸入台数は累計でも100台にも満たなかった。当時の「フルヴィア」のオーナーには作家の安部公房や写真家の花岡弘明などがいる。
1970年、厳しくなる安全・公害基準への対応が困難になり輸入中止となったが、1976年にはフィアットの代理店となった安宅産業系のロイヤル・モータースが対米仕様の「ベータ1800クーペ」の輸入を再開した。安宅産業の破綻後はやはり排気ガス規制で主力のオペルの輸入中止に追い込まれた東邦モーターズが継承し、パワーステアリング付きとなった「ベータ・クーペ」の輸入を継続した。日本向け仕様は、引き続き5マイルバンパーを採用し左ハンドルのみ、マニュアルトランスミッションのみの内容で、販売は伸びなかった。
1982年、ガレーヂ伊太利屋が正規輸入代理店となり、少数輸入枠を用いて、「ベータ・クーペ」やスーパーチャージャー付き「ベータ・トレヴィVX」、「ラリー037」などのモデルの輸入が開始された。同社は1998年まで正規輸入者の立場にあった。
1988年から1998年の間はマツダのオートザム販売網においても「テーマ」や「デドラ」が販売された。しかしオートザム系列の販売の主力は軽自動車であり、ランチアの併売は不調に終わっている。一方でこの時期、ラリーでの活躍ともあいまって「デルタ・インテグラーレ」は人気を得ていた。
1999年以降には正規の輸入販売は行われておらず、ガレーヂ伊太利屋などが並行輸入というかたちで販売を行っていた。2009年には、3代目デルタの右ハンドル仕様がフィアット・オート・ジャパンによって正規輸入されるとも噂されていたが、その後進展はみられなかった。
その後2012年11月、イプシロンがクライスラーブランドで発表され、同日にクライスラー販売網での発売を開始した。しかし2014年で販売が終了したことで、日本でのランチアの系譜は途絶えることとなった。

## 車種

### 現行
- イプシロン (Ypsilon) - 2011年に3代目がデビュー。日本やイギリス及びアイルランド市場へはクライスラーブランドで展開された。

### 旧来
- アウレリア (Aurelia)
- アプリリア (Aprilia)
- アッピア (Appia)
- イプシロン (Ypsilon)
- カッパ (Kappa)
- ガンマ（Gamma ）
- ストラトス (Stratos)
- ゼータ (Zeta)
- テージス (Thesis)
- テーマ (Thema)
- デドラ (Dedra)
- デルタ (Delta)
- デルタHFインテグラーレ (Delta HF Integrale)
- フラヴィア (Flavia)
- フラミニア (Flaminia)[9] - 1957-1970年
- フルヴィア (Fulvia)
- ハイエナ (Hyena)
- フェドラ (Phedra)
- プリズマ (Prisma)
- ベータ (Beta)
- モンテカルロ (Monte Carlo) - 1975-1981年
- ボイジャー (Voyager) - クライスラー・ボイジャーのランチア版
- ムーザ (Musa)
- ラムダ (Lambda)
- ラリー037 (Rally 037)
- リブラ (Lybra)
- 2000

### その他
ラリーカー
- ランチア・ストラトス
- ランチア・ラリー037
- ランチア・デルタS4

プロトタイプレーシングカー
- ランチア・LC1
- ランチア・LC2

コンセプトカー
- ランチア・フラミニア・ロレイモ（1960）
- ランチア・HFコンペティツィオーネ（1969）
- ランチア・ストラトスHFゼロ（1970）
- ランチア・ミザール（1974）
- ランチア・シビロ（1978）
- ランチア・ECV（1986）
- ランチア・ECV2（1988）
- ランチア・カヤック（1995）
- ランチア・ディアロゴス（1998）
- ランチア・フルビア クーペコンセプト（2003）
- ランチア・ハイゼア（スペイン語版）（2006）
- ランチア・デルタ HPE（2006）
- ランチア・Pu+Ra ゼロ（2023）
- ランチア・Pu+Ra HPE（2023）

## 画像

### 乗用車

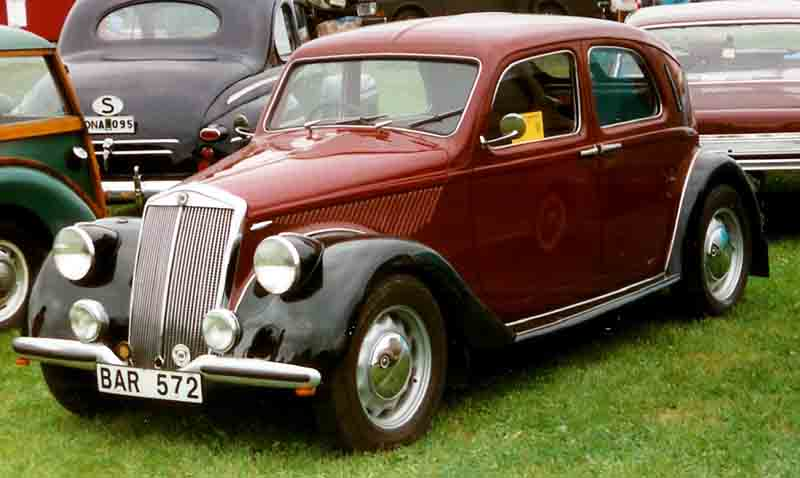
アプリリア（1937年）
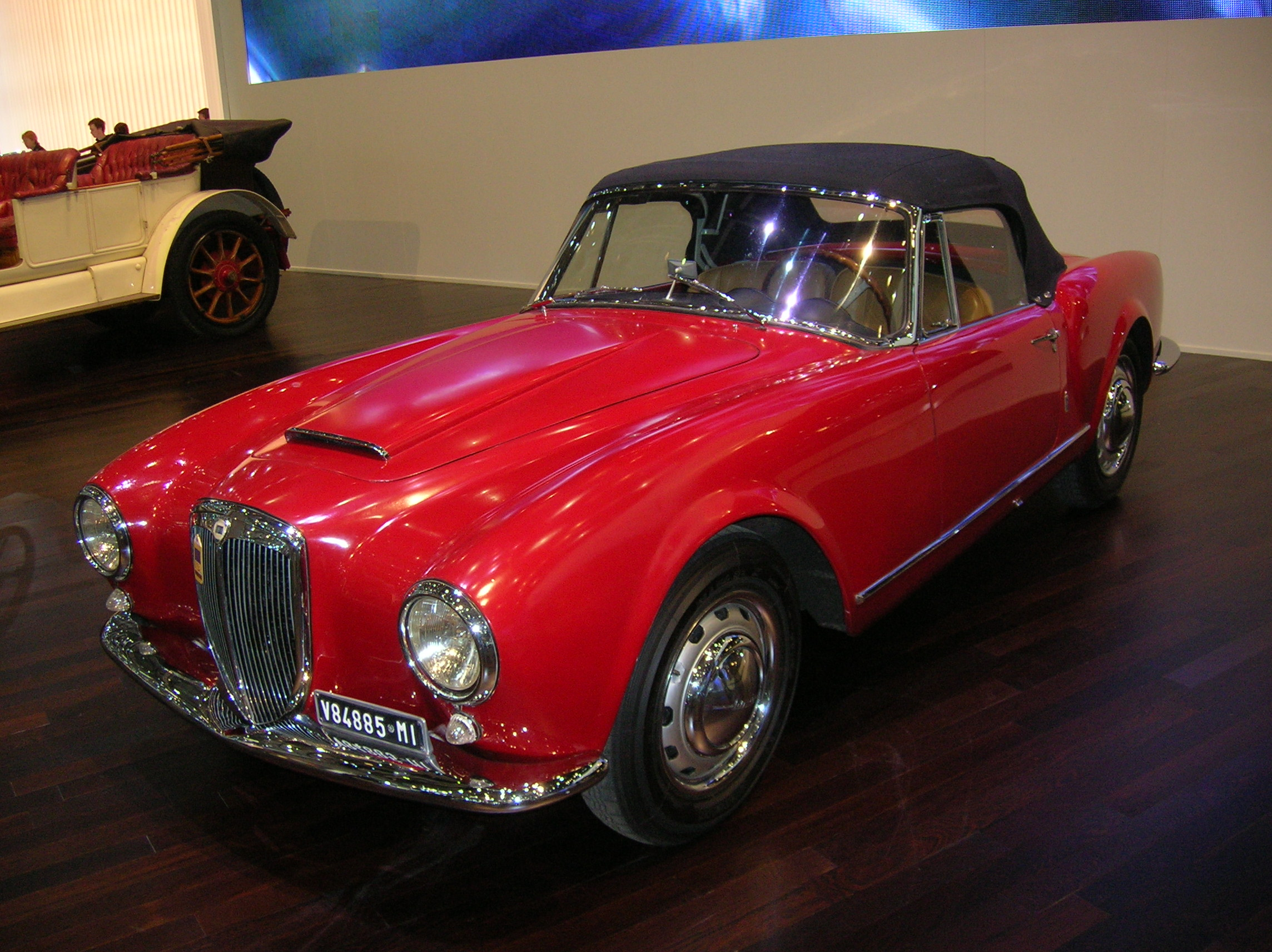
アウレリアGTスパイダー（1955年）
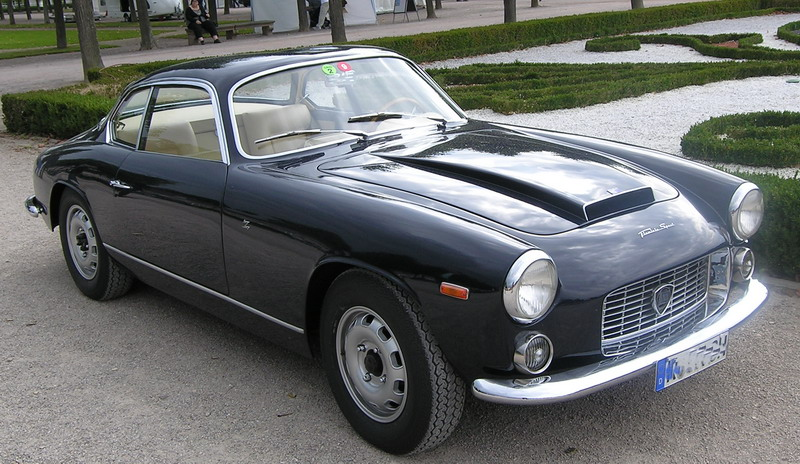
フラミニア・スポーツ・ザガート（1958年）
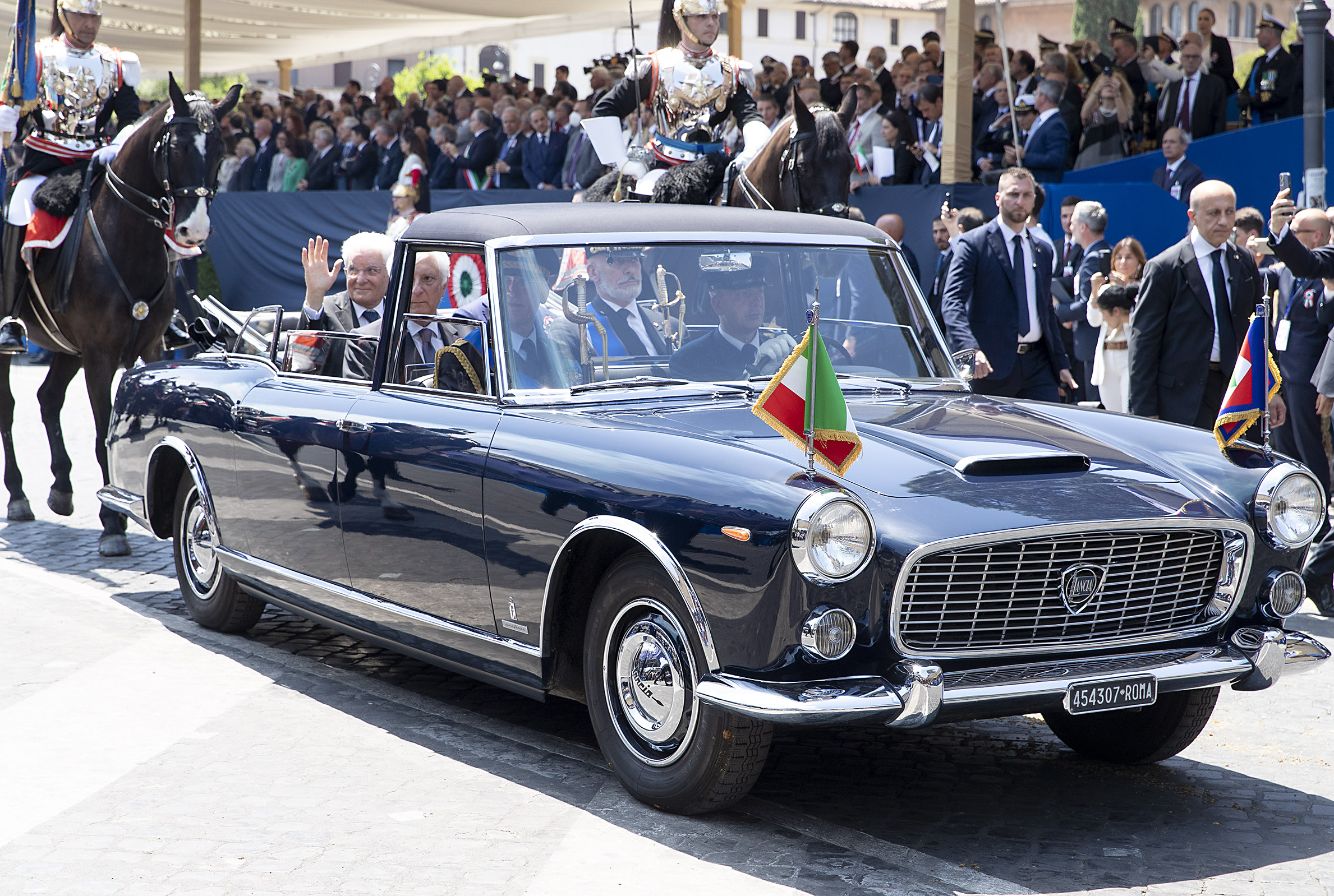
フラミニア・リムジーネ（伊大統領専用車）
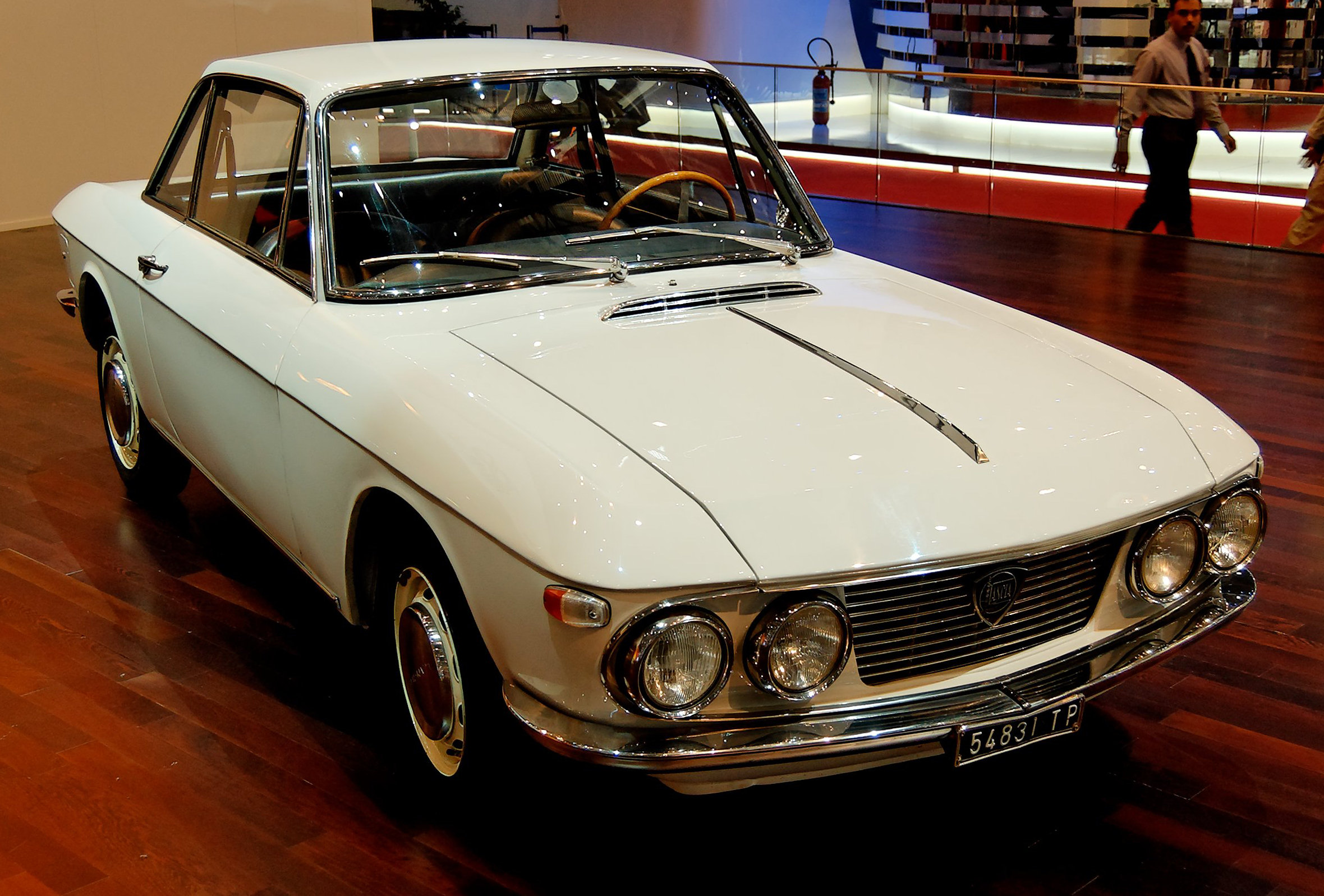
フルヴィア・クーペ
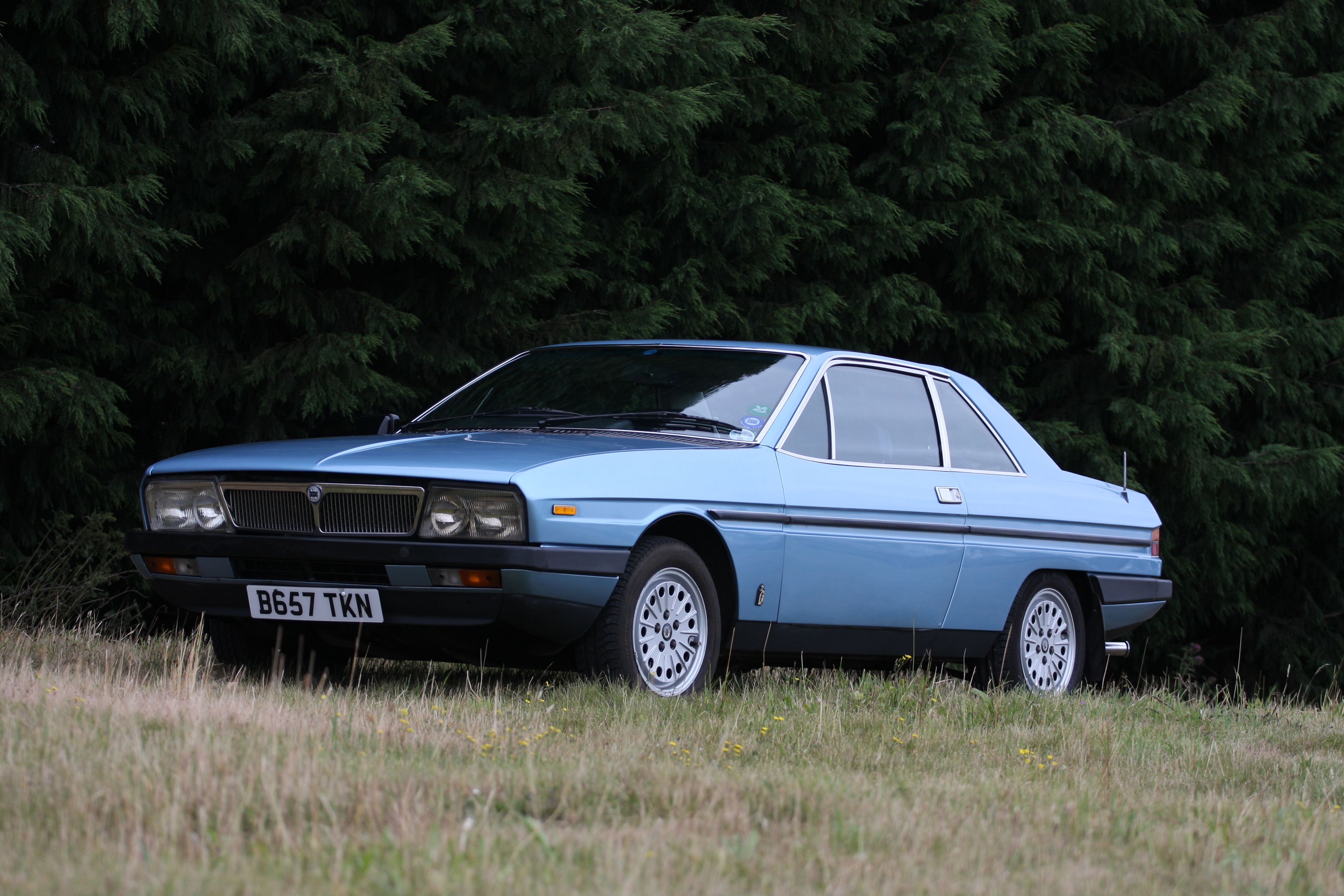
ガンマ・クーペ
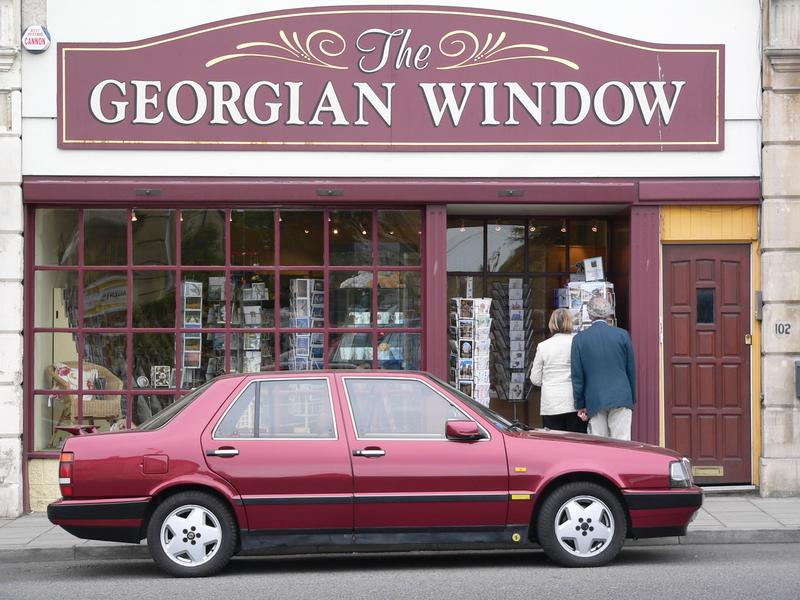
テーマ8.32
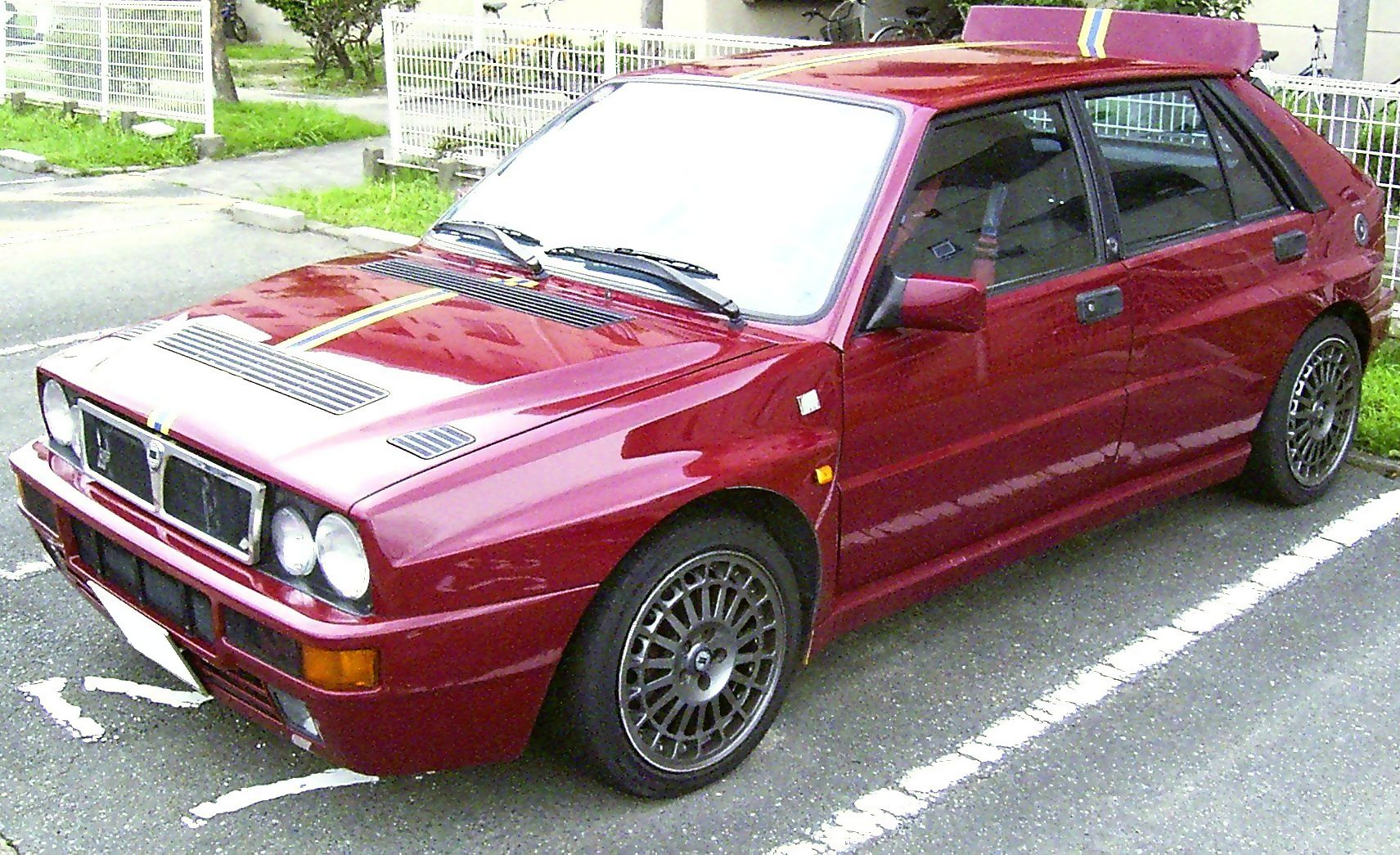
デルタ・インテグラーレ
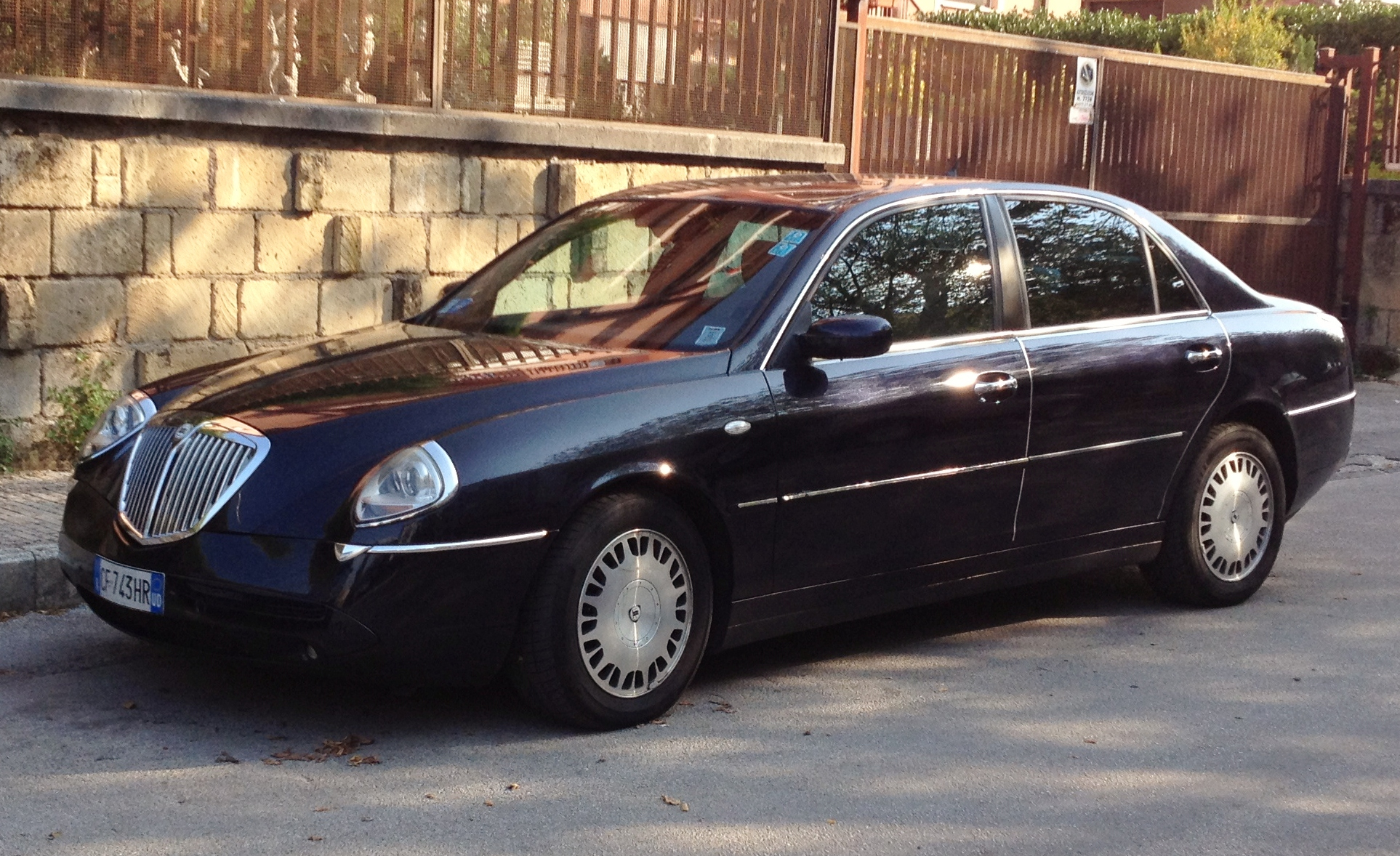
テージス

### レーシングカー

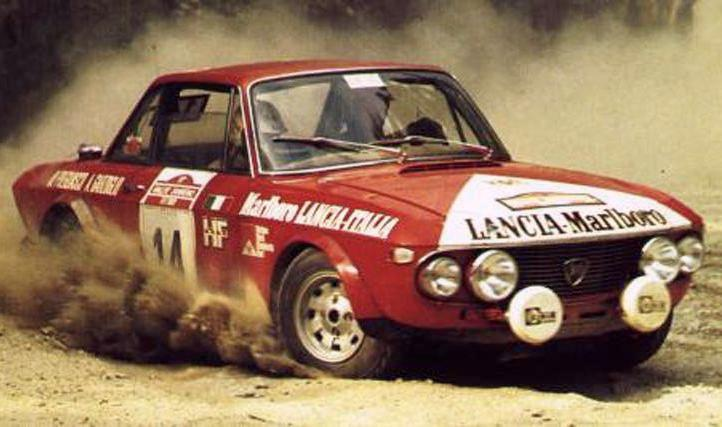
フルヴィアHF
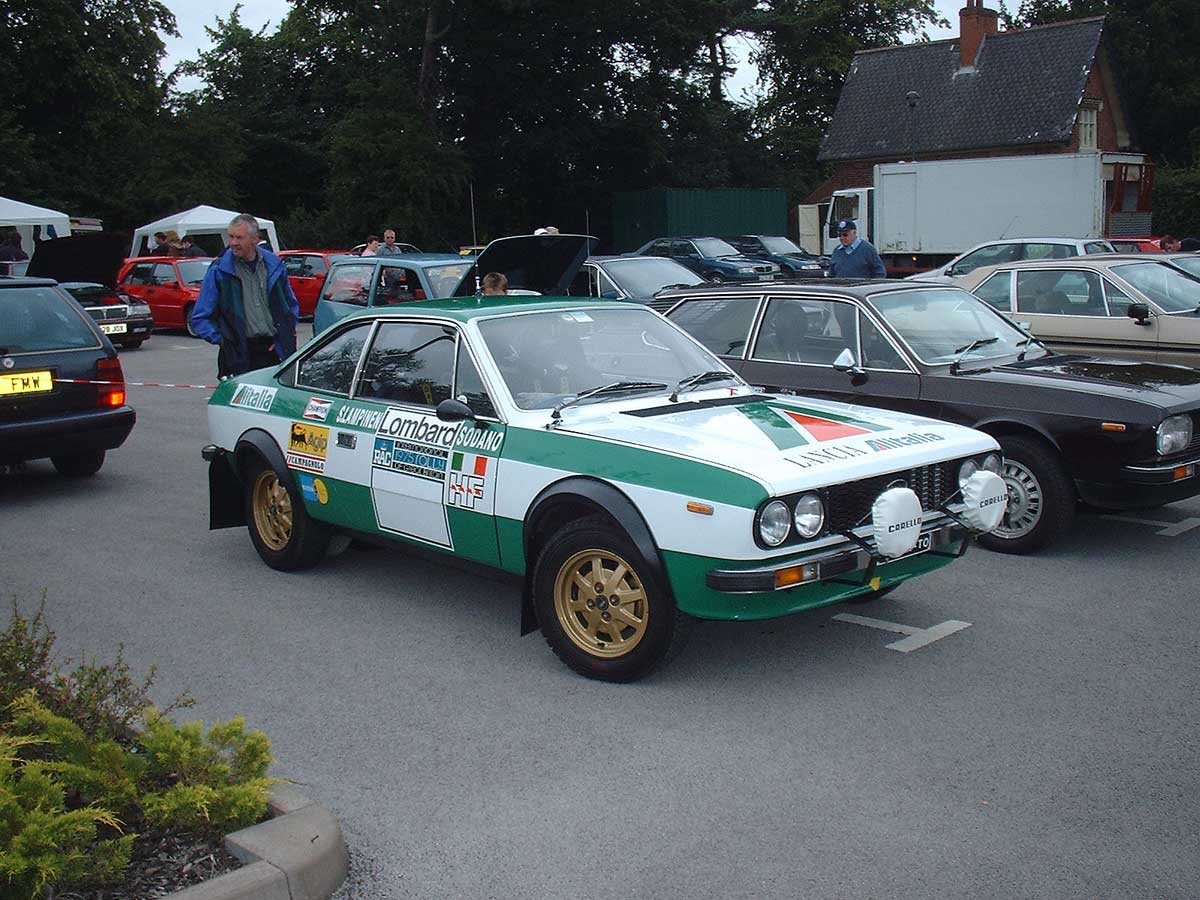
ベータ・クーペ
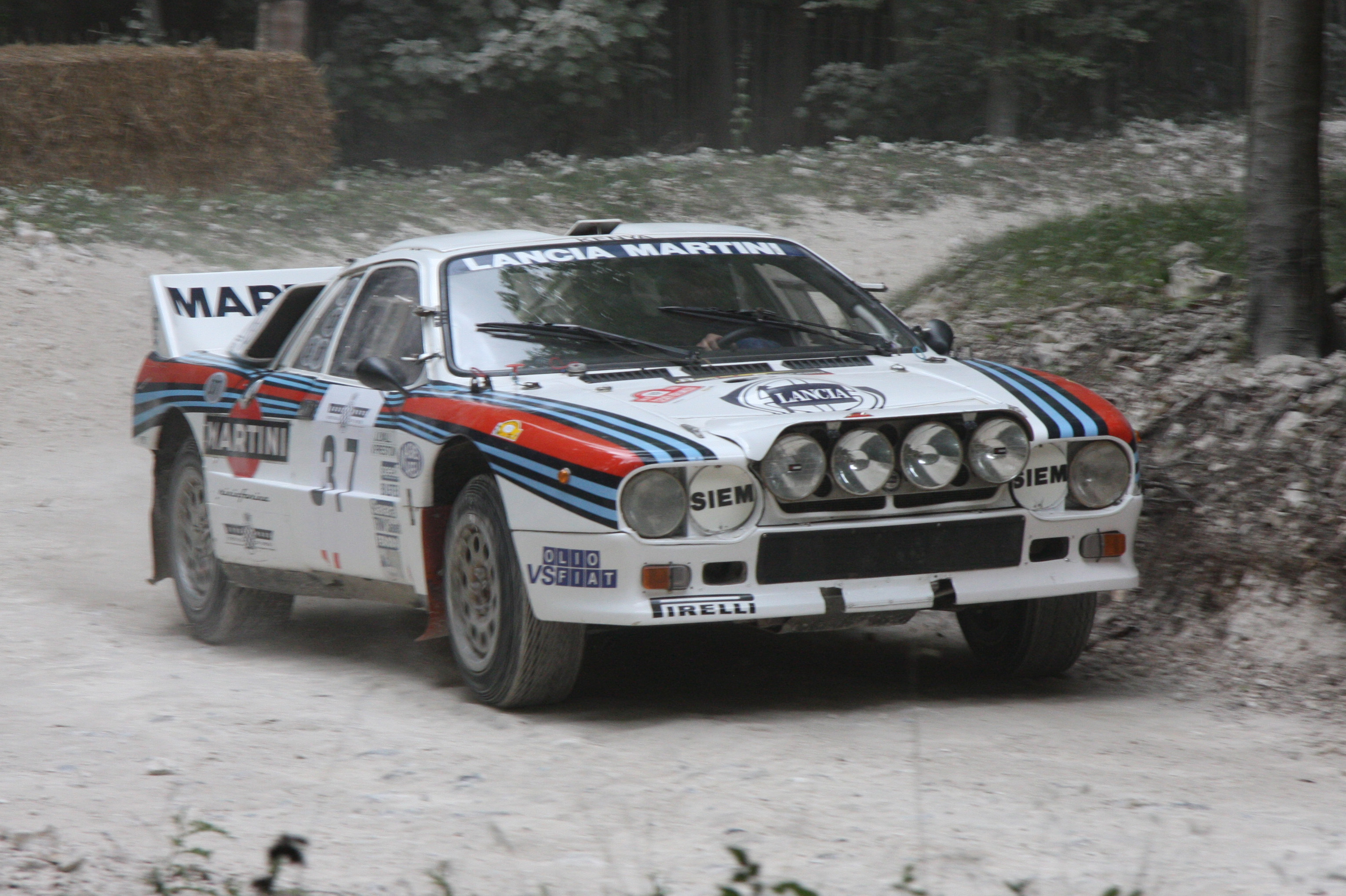
ラリー037
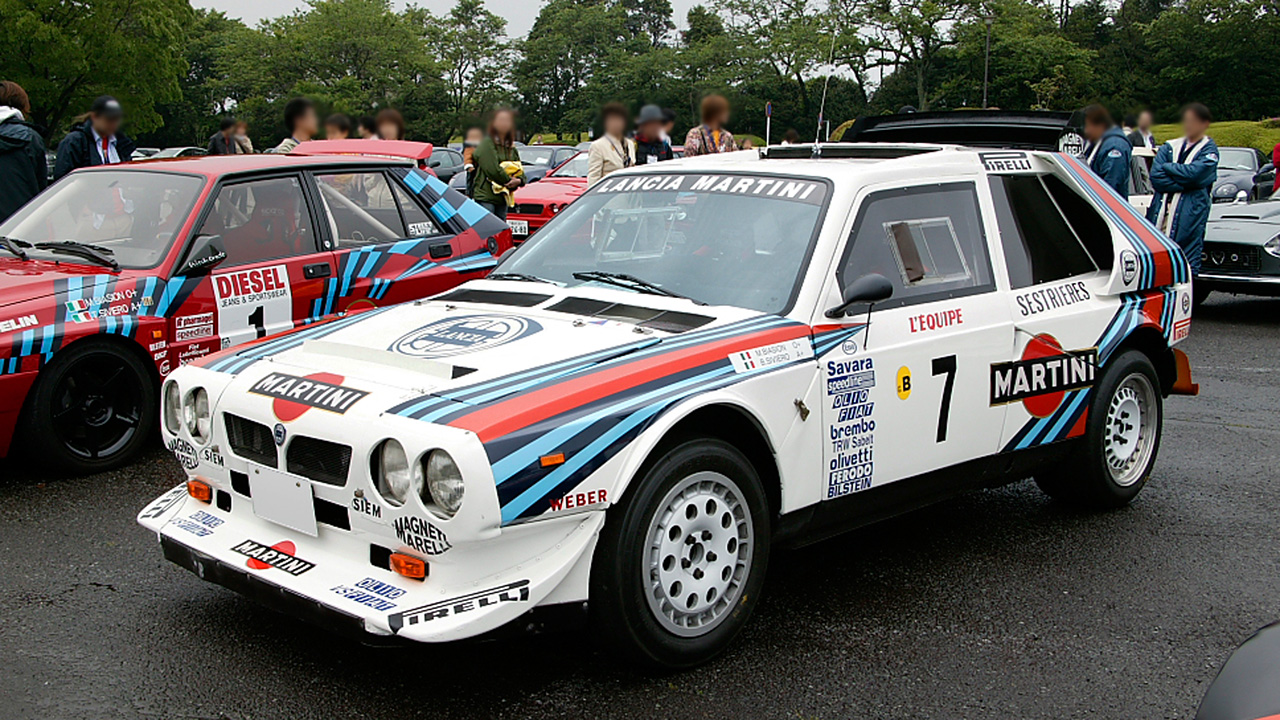
デルタS4
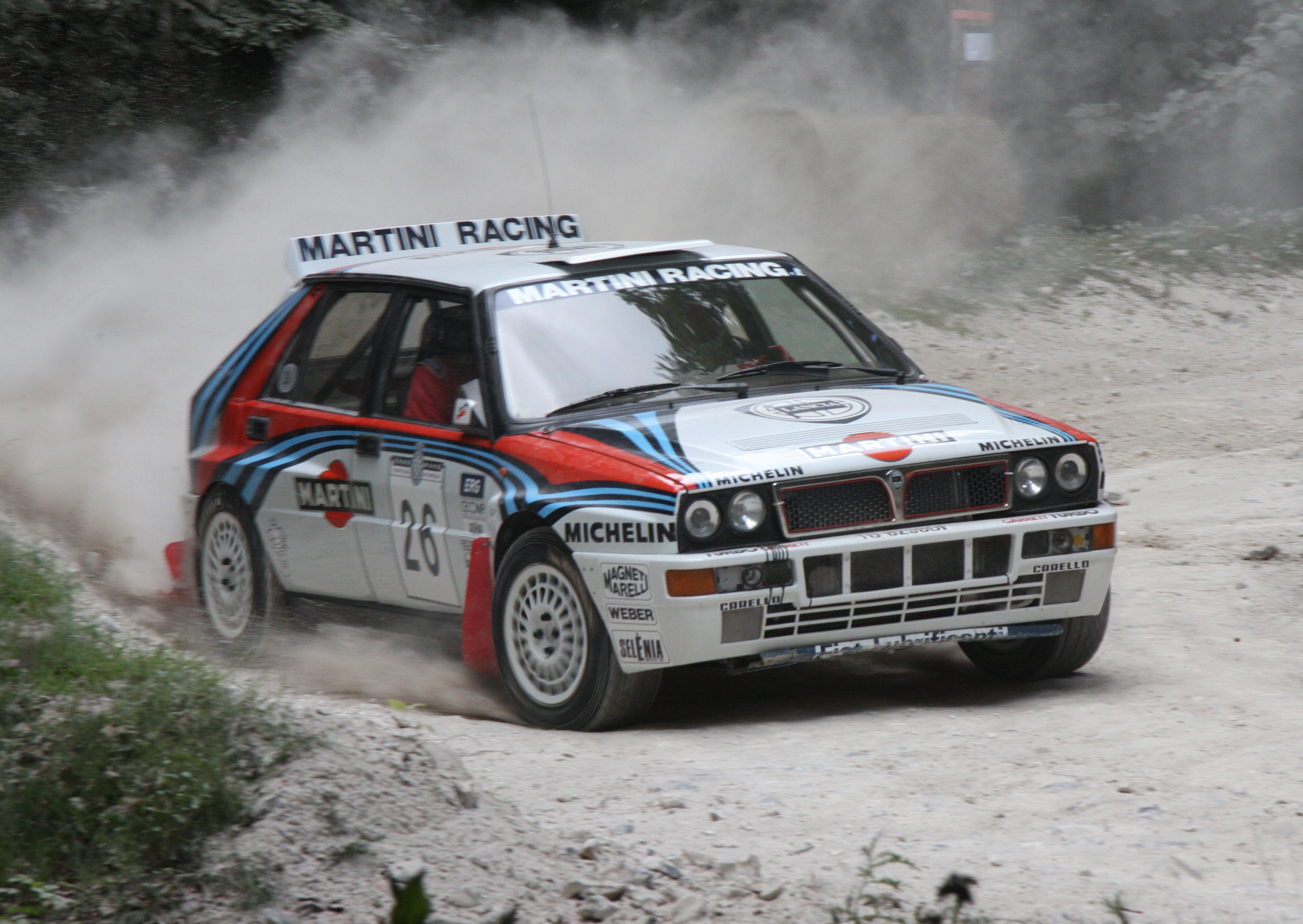
デルタHFインテグラーレ

### コンセプトカー

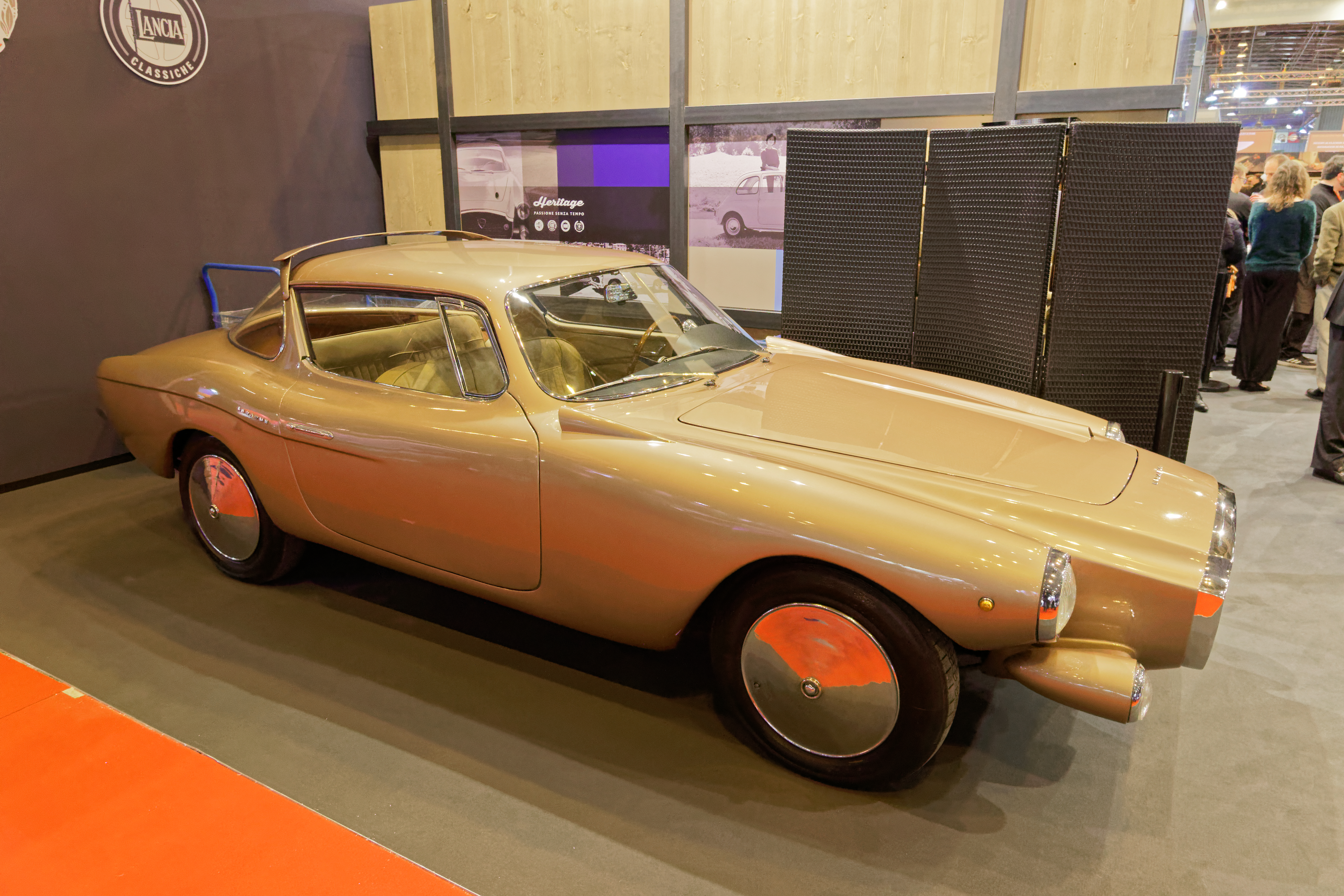
ランチア・フラミニア・ロレイモ
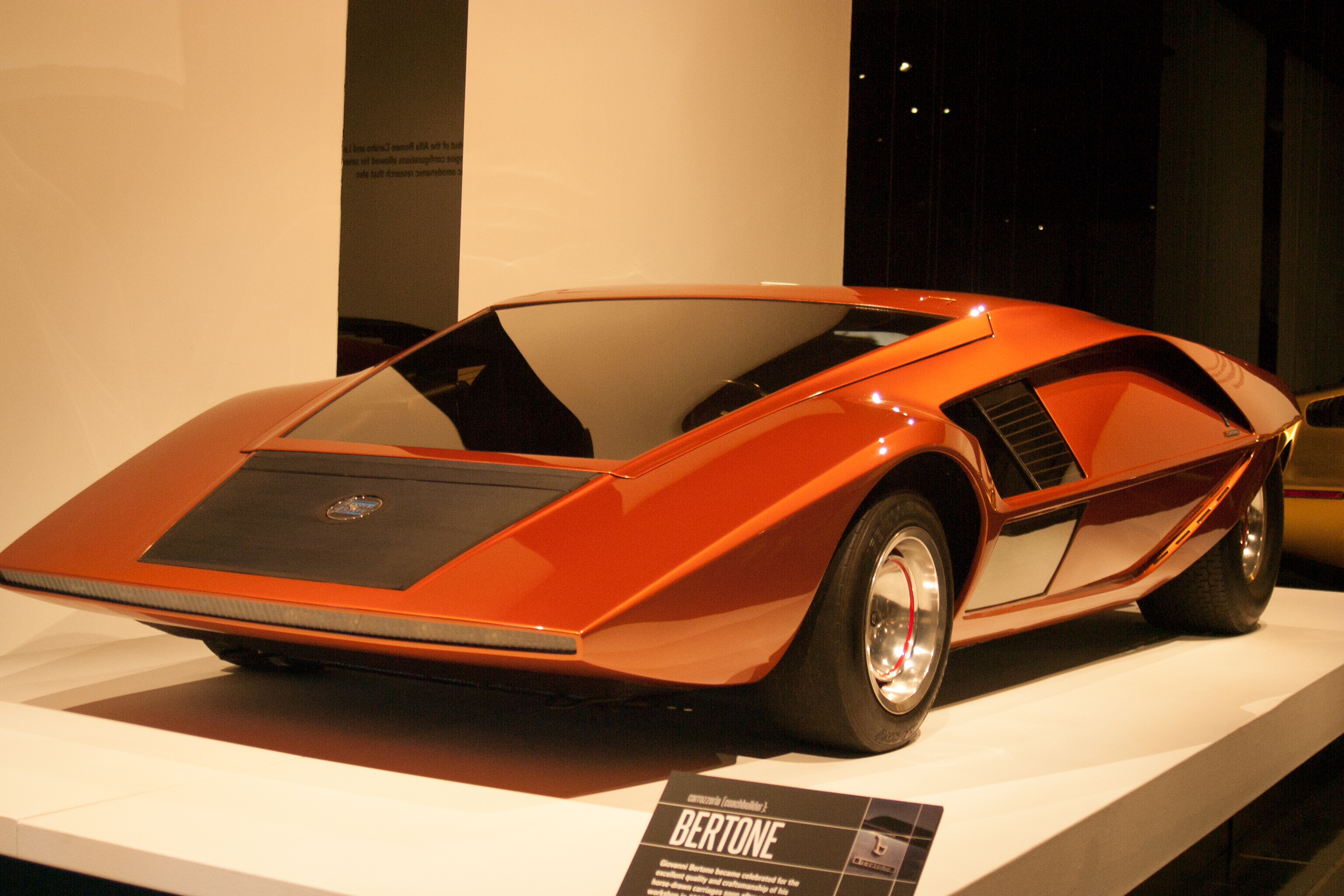
ランチア・ストラトスHFゼロ
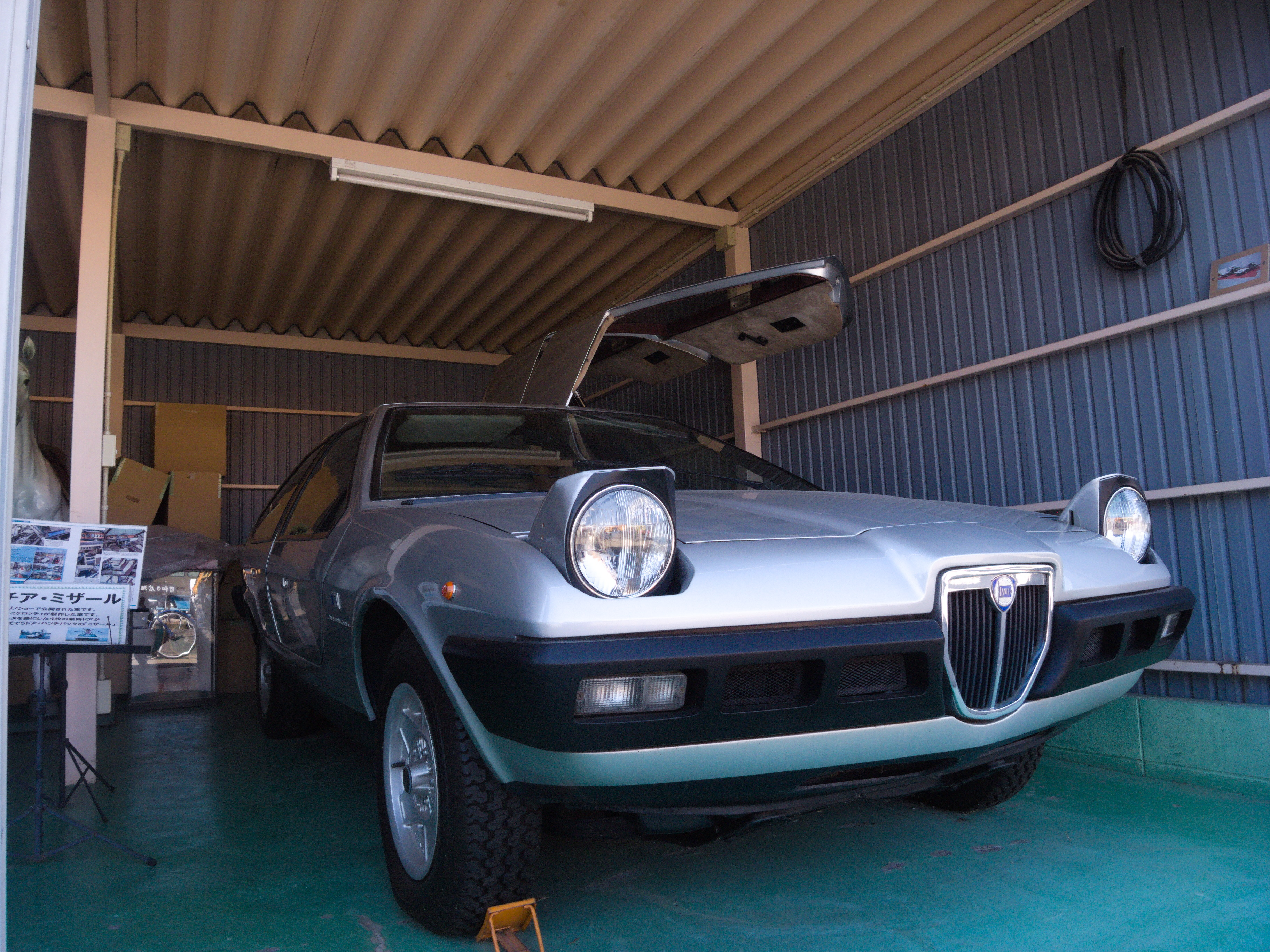
ランチア・ミザール
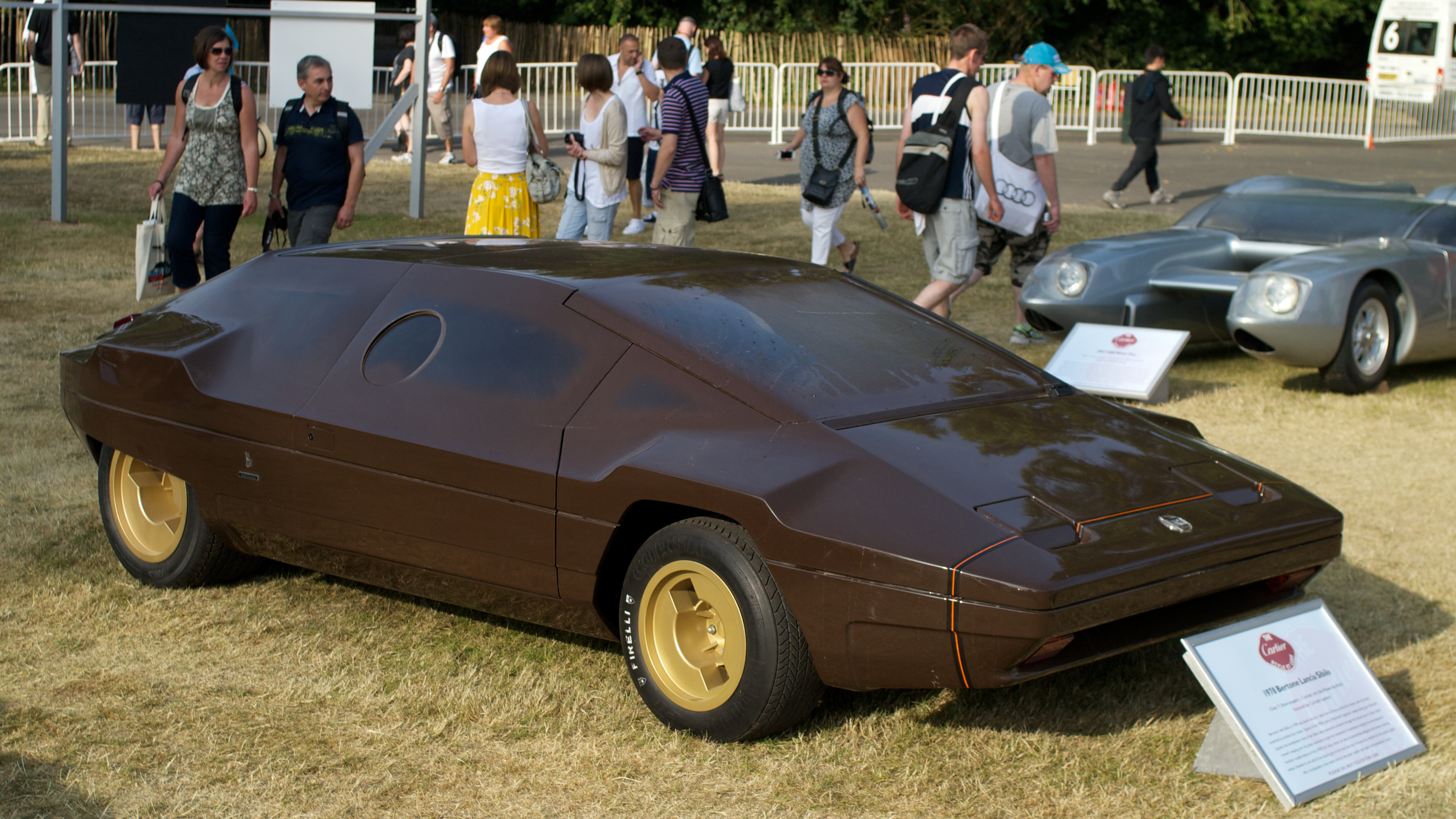
ランチア・シビロ
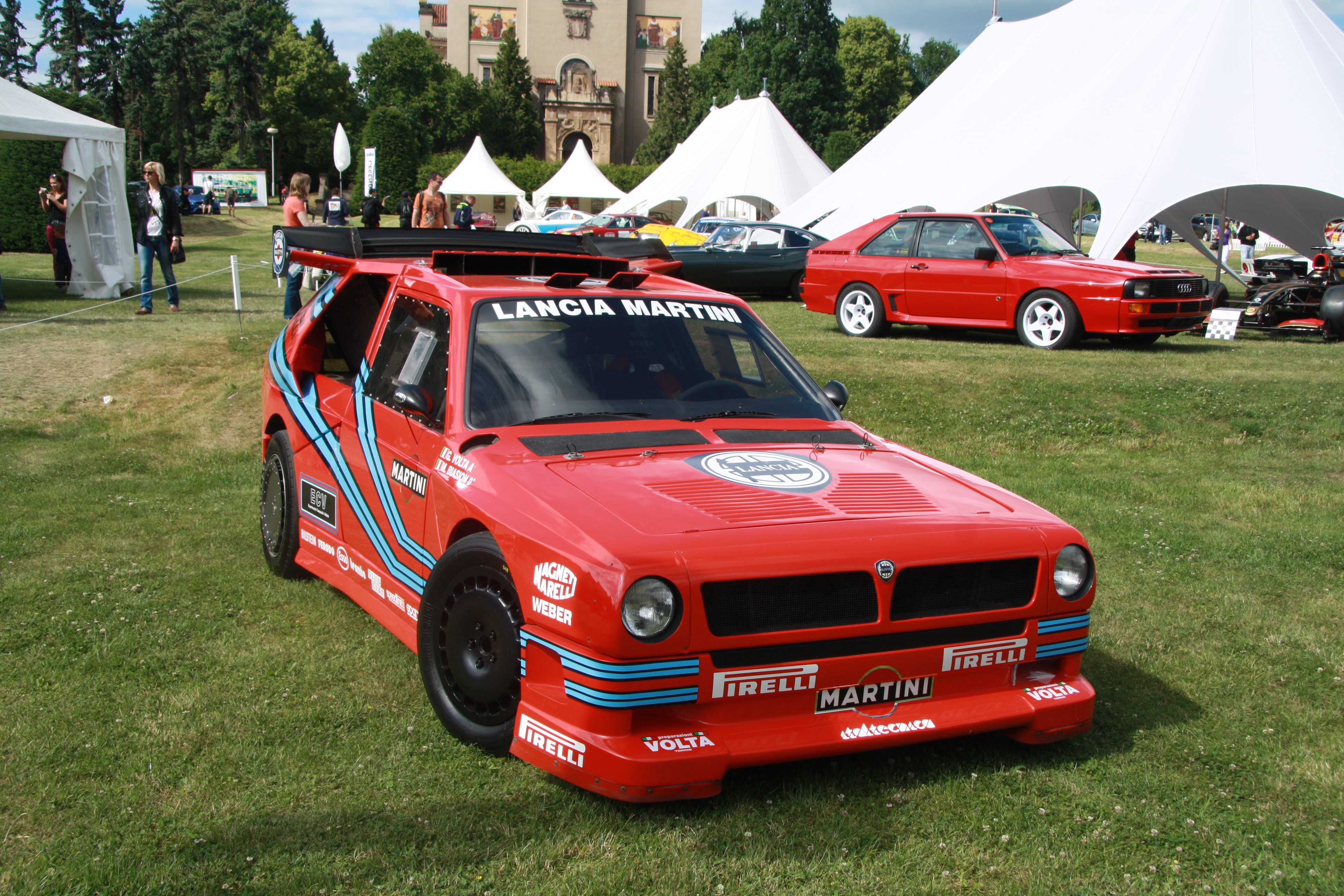
ランチア・ECV
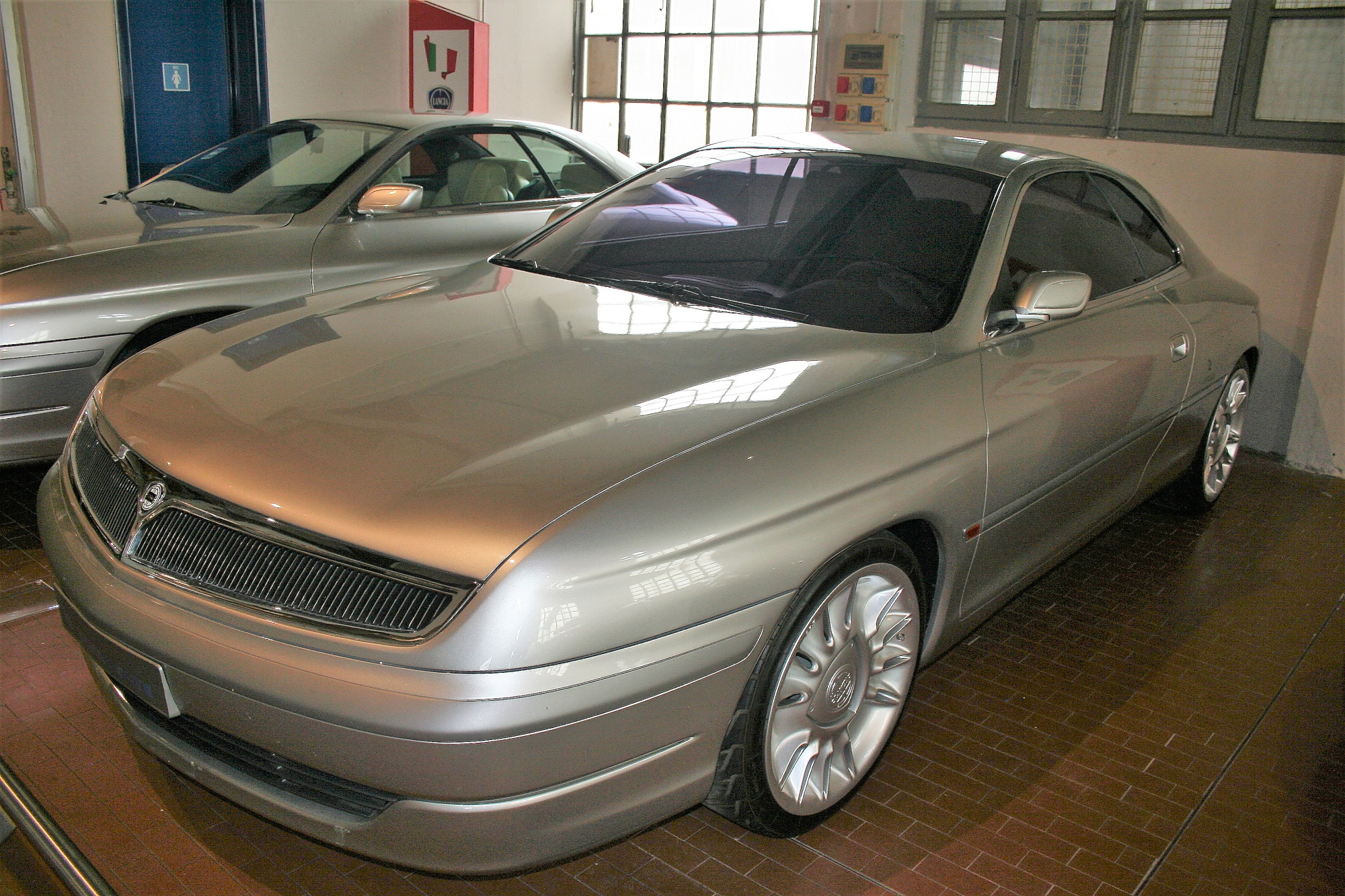
ランチア・カヤック
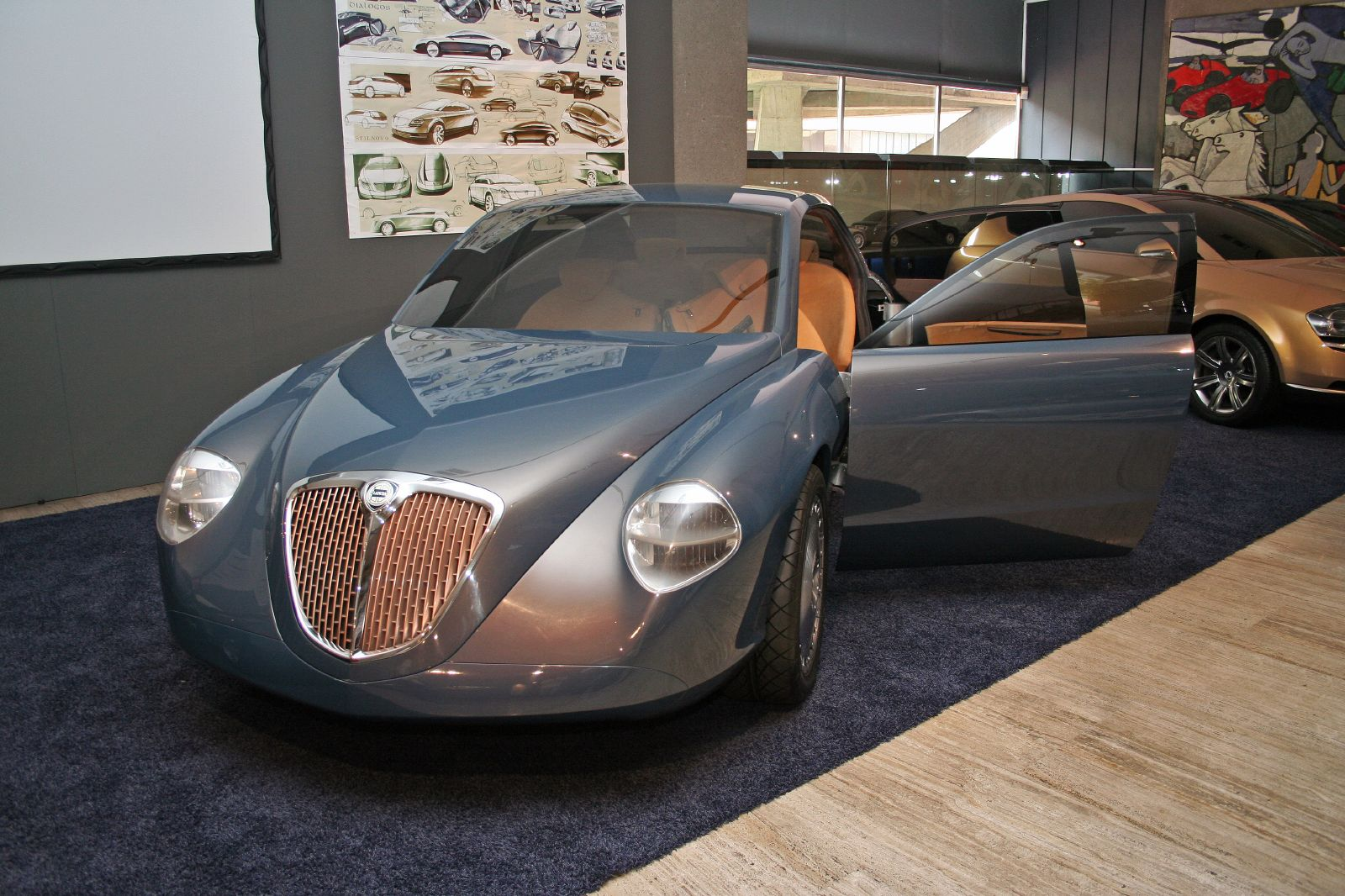
ランチア・ディアロゴス
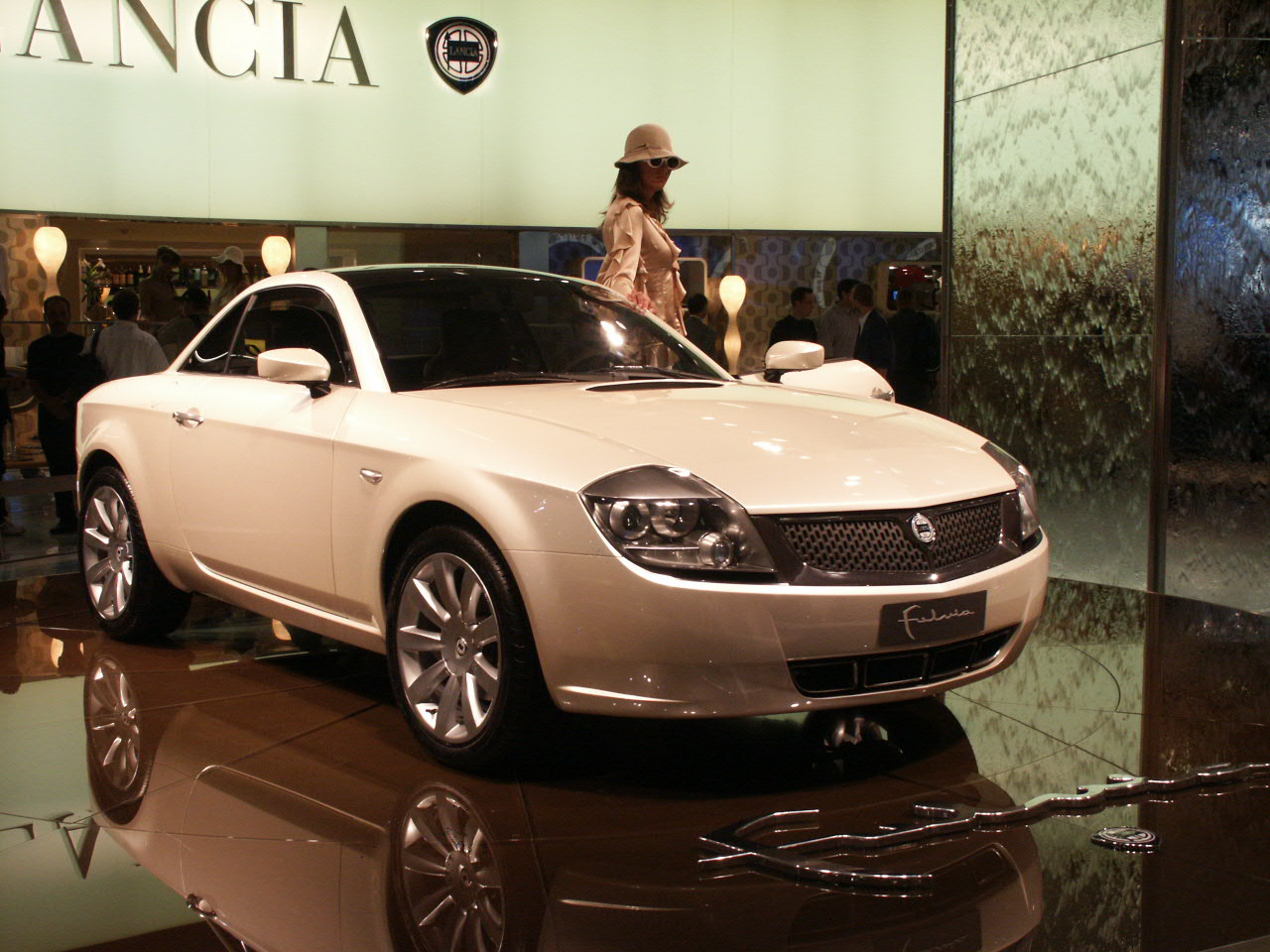
フルビア クーペコンセプト
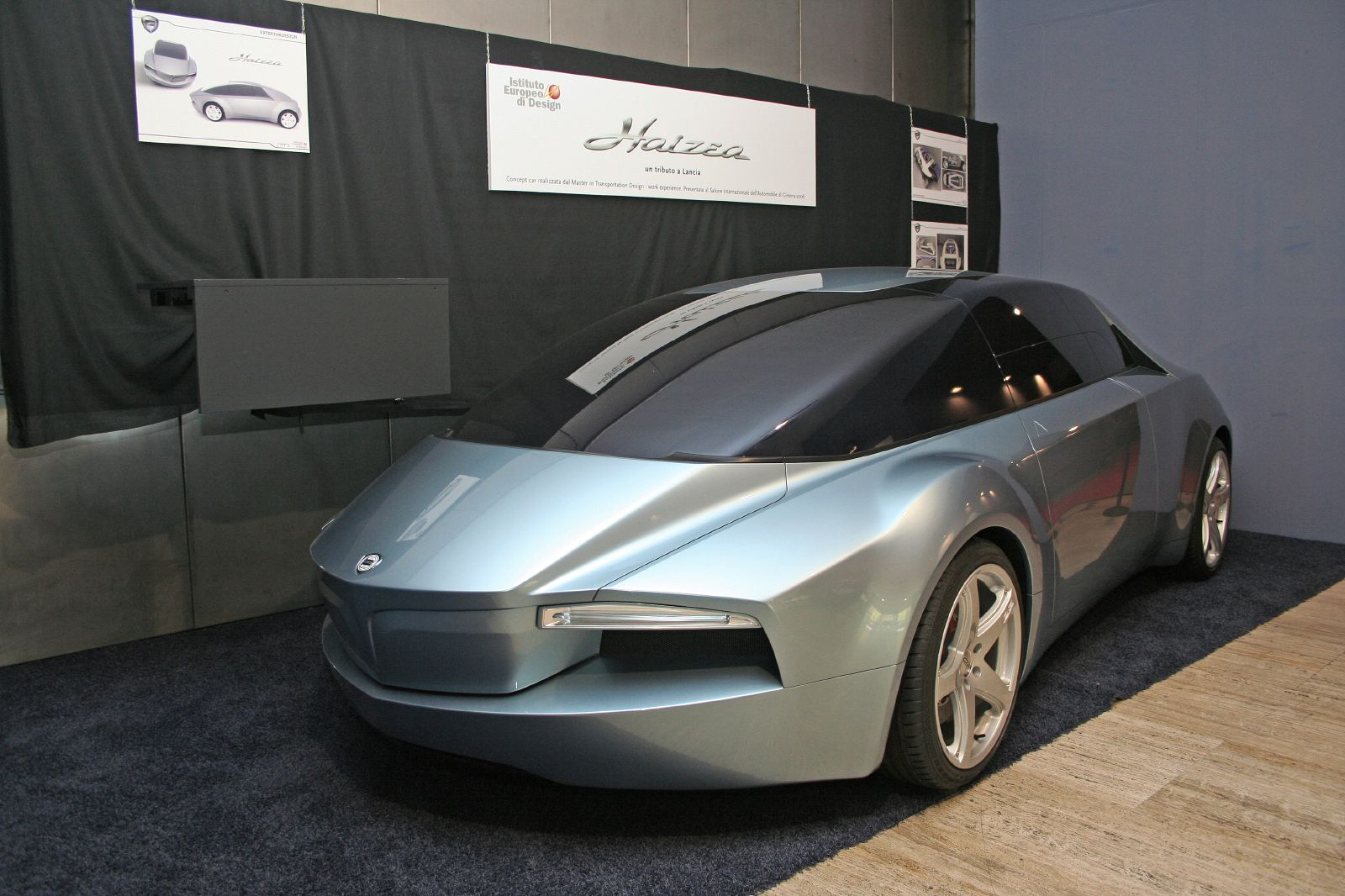
ランチア・ハイゼア
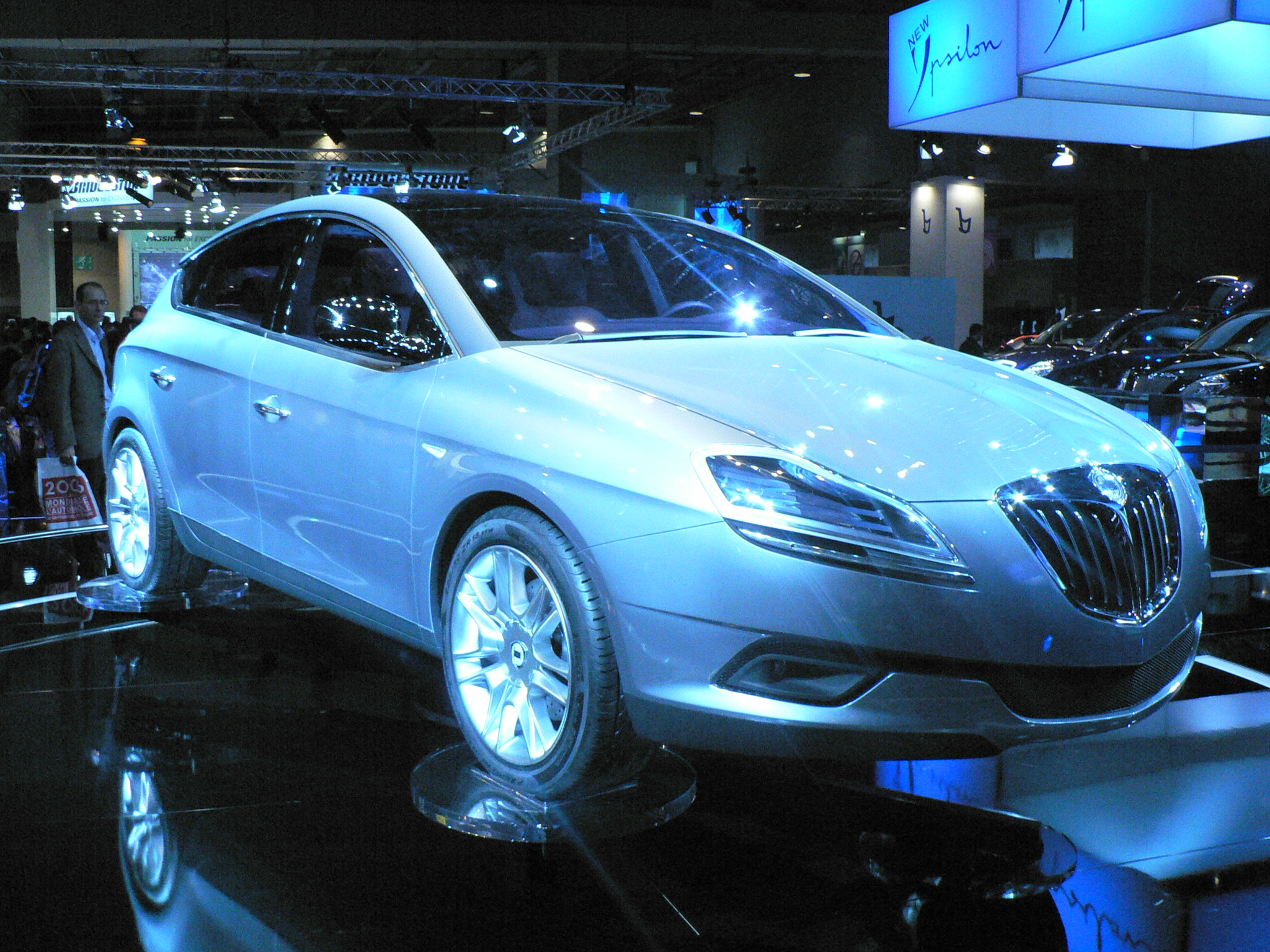
ランチア・デルタHPE
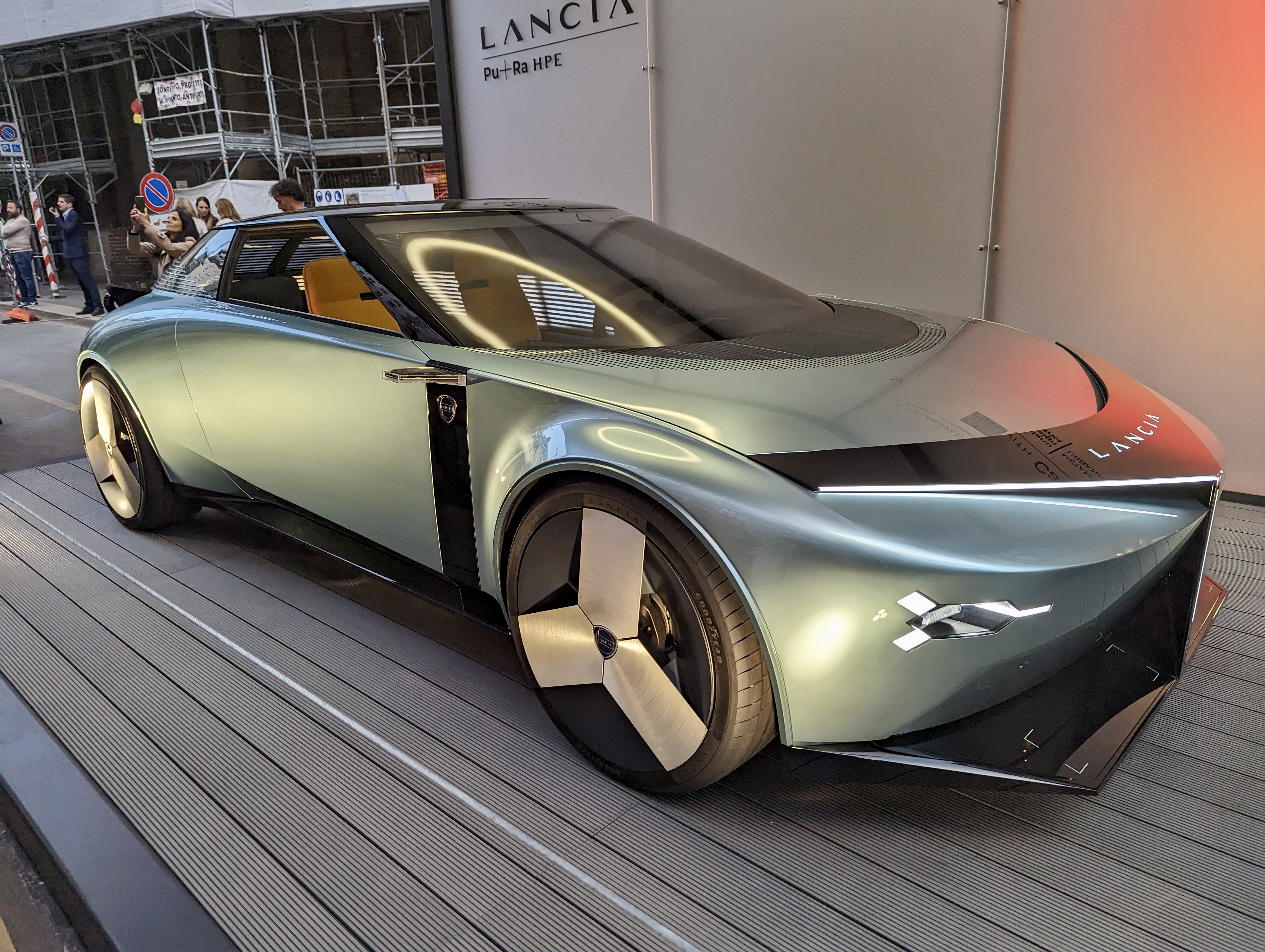
ランチア・Pu+Ra HPE